# Société Radio-Canada
Pour les articles homonymes, voir Radio-Canada (homonymie), SRC et CBC.
 (décembre 2019).
Les informations dans cet article sont mal organisées, redondantes, ou il existe des sections bien trop longues. Structurez-le ou soumettez des propositions en page de discussion.
Avec le temps, il arrive que le contenu présent dans un article devienne désordonné. Il est souvent nécessaire de réorganiser l'article de fond en comble.
- Il faut tout d’abord répartir le contenu de l'article en plusieurs sections. Les informations doivent ensuite être exposées clairement et le plus synthétiquement possible, regroupées par sujet afin d'éviter les doublons. Quelqu'un cherchant une information précise doit pouvoir la trouver rapidement en lisant la section appropriée.
- À l'intérieur de chaque section, le texte, souvent initialement sous la forme de phrases éparses, doit être regroupé dans des paragraphes de quelques lignes, en assurant un enchaînement logique et une cohérence entre les phrases.
- Lorsque l'article ou l'une de ses sections développe trop longuement un point qui n'est pas dans le cœur du sujet traité, il convient de faire une synthèse et de transférer l'ancien contenu dans des articles plus appropriés (en cas de transfert, il faut impérativement respecter la procédure Aide:Scission).

Si vous pensez que ces points ont été résolus, vous pouvez retirer ce bandeau et améliorer le plan d'un autre article.
La Société Radio-Canada (SRC ; en anglais : Canadian Broadcasting Corporation, CBC), souvent appelée CBC/Radio-Canada ou simplement Radio-Canada, est une société de la Couronne canadienne du domaine de la radiodiffusion et de la télédiffusion.
La SRC est le plus ancien service de diffusion du Canada : elle est créée le 2 novembre 1936. Les services radiophoniques comprennent CBC Radio One et CBC Music en anglais, ICI Radio-Canada Première et ICI Musique en français, ainsi que le service international Radio Canada International et CBC North.
Les services télévisuels sont CBC Television, CBC News Network et CBC Documentary en anglais, ICI Radio-Canada Télé, ICI RDI, ICI ARTV et ICI Explora en français. Radio-Canada offre une panoplie de plateformes numériques adaptées aux deux langues officielles.
D'autres services tels que Radio-Canada OHdio, ICI TOU.TV et Radio-Canada Info offrent respectivement des contenus audio, vidéo ainsi qu’une couverture de l’actualité en continu. Ces plateformes s'inscrivent dans la transformation numérique de Radio-Canada. 
En tant que société d'État, la SRC fonctionne de façon autonome par rapport au gouvernement. Elle est régie par la Loi sur la radiodiffusion de 1991, et est directement responsable devant le parlement canadien, via le ministère du Patrimoine canadien.
D'août 2013 à janvier 2014, les plateformes de diffusion de langue française ont changé graduellement de nom et d'image afin de créer une uniformisation corporative. Depuis cette harmonisation, tous les services en français sont rassemblés sous une même bannière : Radio-Canada.
La SRC dispose de plusieurs stations de radio, de réseaux de télévision terrestre (seulement accessibles dans de grandes localités) ou câblée, aussi bien en français qu'en anglais, mais également dans des langues autochtones.
Marie-Philippe Bouchard, nommée en 2025 à la présidence de CBC/Radio-Canada, succède à Catherine Tait. Son mandat est marqué par des enjeux financiers et technologiques cruciaux pour le radiodiffuseur public.

## Histoire

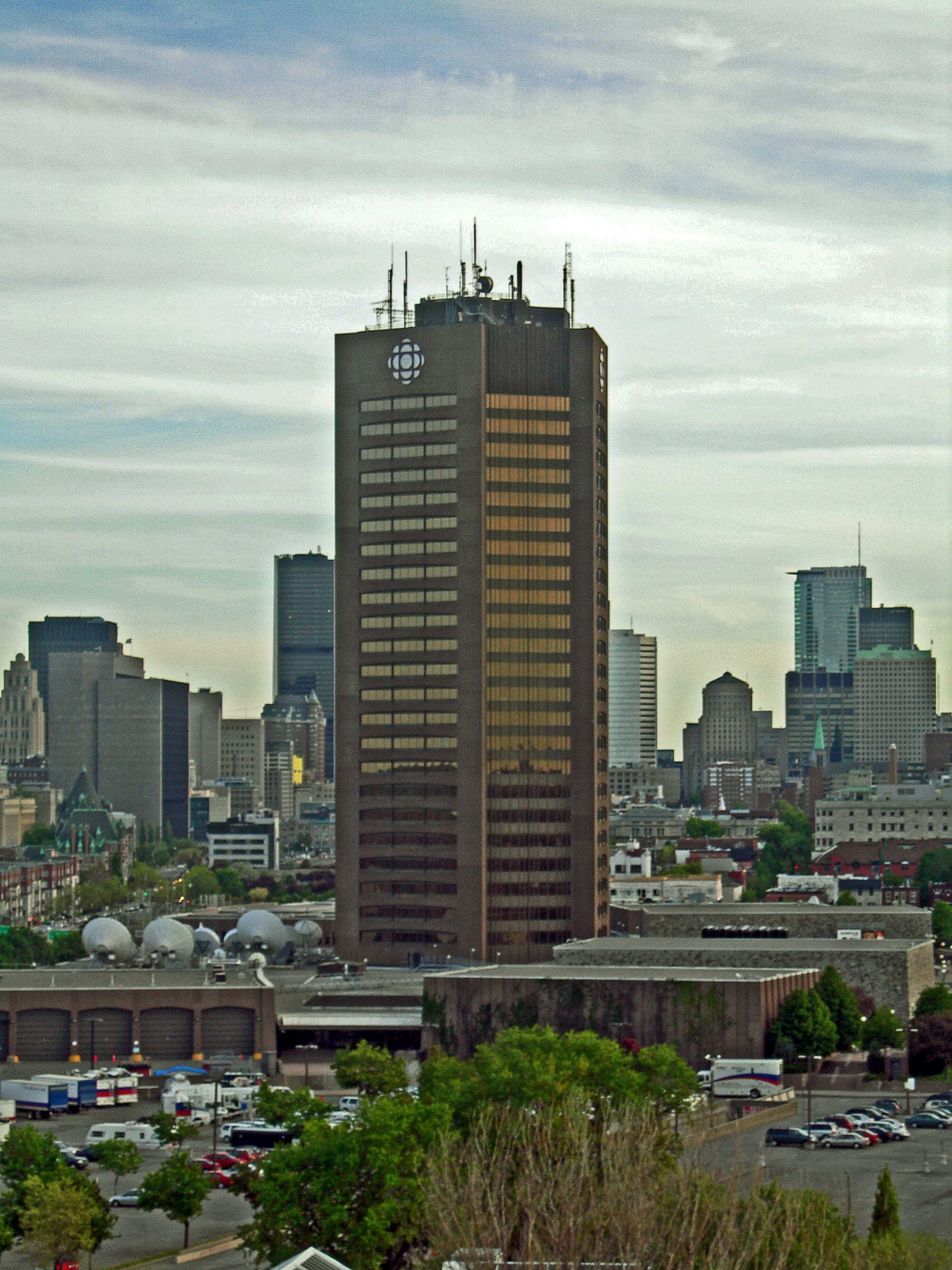
L'ancienne Maison de Radio-Canada à Montréal.

### Origine et hégémonie (1929-1970)
C'est en 1929, que la commission Aird (Commission royale sur la diffusion radio) recommande la création d'un réseau national de diffusion radiophonique, principalement en raison de l'influence grandissante de la radio américaine passant par des réseaux qui commencent à s'étendre au Canada. En mai 1932, le gouvernement Bennett crée la Commission canadienne de la radiodiffusion (CCR), en suivant les recommandations du comité, mais en subordonnant l'organisme au ministre et au Parlement. L'hiver suivant, la Commission diffuse surtout des émissions réalisées par le Canadien National (CN), mais le programme s'enrichira bientôt de concerts symphoniques, de pièces de théâtre, d'actualités quotidiennes, etc. Une étape est franchie en 1936, lorsqu'une petite équipe est dépêchée sur les lieux d'un désastre minier à Moose River (en) et fait passer à l'antenne trois jours durant des bulletins d'information aux demi-heures.
La CCR utilise le réseau de stations de radio que le CN utilisait à l'intention de ses passagers, couvrant essentiellement le centre et l'est du Canada. C'est le 2 novembre 1936 qu'elle prend le nom de CBC/Radio-Canada, en devenant une société d'État à part entière.

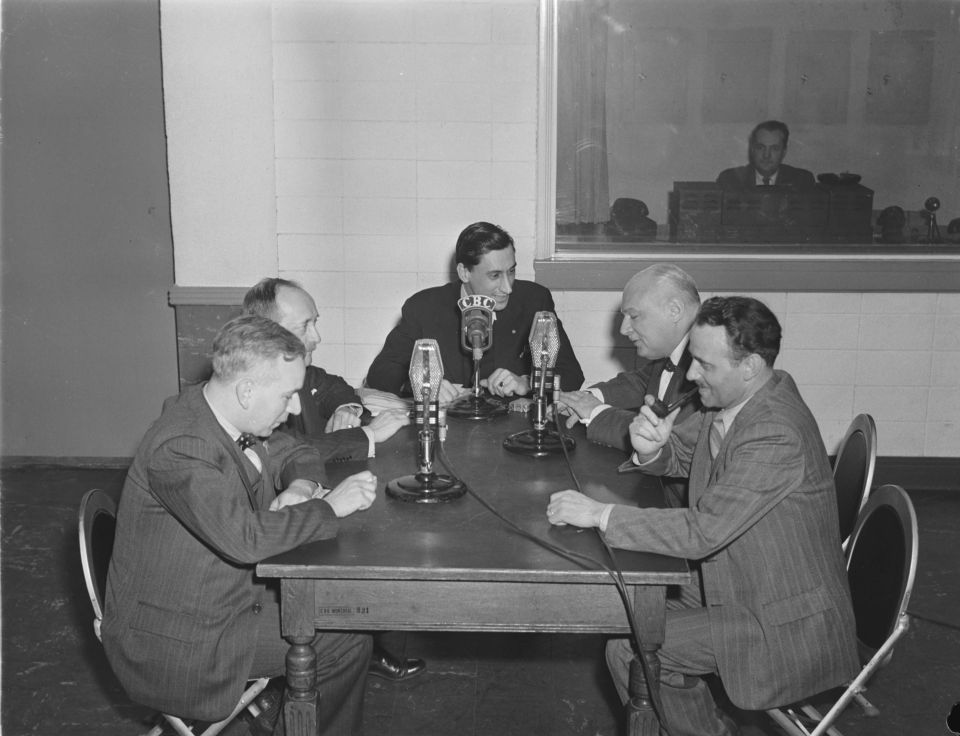
Le 22 février 1945, l'animateur Roger Baulu avec un groupe de quatre invités en studio durant l'émission Le Mot s.v.p. diffusée par CBC (Radio-Canada) à Montréal.

Durant les décennies suivantes, la SRC jouera un rôle de pionnier au Canada. Elle introduit la modulation de fréquence (radio FM) en 1946, et entame la diffusion d'émissions de télévision en 1952 avec l'ouverture de la station CBFT à Montréal le 6 septembre et de CBLT à Toronto le surlendemain. Certaines émissions sont enregistrées sur kinéscope à fins d'archives et de rediffusion ultérieure. Quelques émissions américaines ou produites par CBLT à Toronto sont expédiées sur kinéscope à CBFT Montréal, qui diffusait alors dans les deux langues. Un système de relais par micro-onde pour relier les stations est en construction dès septembre 1952, en commençant par relier Buffalo (New York) à Toronto, permettant la diffusion simultanée d'émissions américaines à Toronto depuis le 19 janvier 1953. Le lien entre Toronto et Montréal, relié par douze tours de relais, entre en fonction le 14 mai 1953. La station CBOT à Ottawa est lancée à l'occasion du couronnement de la Reine Élisabeth II le 2 juin 1953. Les enregistrements en kinéscope de la cérémonie sont envoyées en trois parties entre 13 h 30 et 18 h (heure de Grande-Bretagne) par hélicoptère à l'aérodrome de North Weald, puis mis à bord d'un Canberra des Royal Air Force à destination de Goose Bay au Labrador. Un chasseur à réaction de l'Aviation royale canadienne transportera le colis à l'aérodrome de Saint-Hubert, où il sera ensuite envoyé au studio de Radio-Canada à Montréal et diffusé dès 16 h 30, heure de Montréal, simultanément sur les trois stations.
La première station de télévision privée affiliée à CBC est CKSO, située à Sudbury, en Ontario (octobre 1953), et celle à Radio-Canada est CFCM-TV à Québec le 17 juillet 1954.
De 1944 à 1962, la SRC diffuse sur deux réseaux radiophoniques anglophones de la bande AM : Trans-Canada Network et Dominion Network. Ce dernier est un réseau de stations privées (sauf CJBC, publique) qui diffuse des programmes légers et des émissions américaines. Il sera dissous en 1962. Trans-Canada Network, composante publique, diffuse des programmes plus sérieux. C'est ce qui deviendra CBC Radio, avant d'être renommée CBC Radio One.
Le 1er juin 1958, le signal télévisé de la SRC couvre le pays d'un océan à l'autre. La couleur arrive le 1er juillet 1966, pour se généraliser en 1974. En 1968, grâce à ses 214 stations et stations affiliées, la télévision de Radio-Canada rejoint 95,2 % de la population anglophone et 89,6 % des Canadiens d'expression française. Pendant les années 1960, la SRC joue un rôle dans la Révolution tranquille en donnant la parole à de nombreux acteurs politiques prônant l'État-providence.
En 1978, la SRC devient le premier diffuseur au monde à utiliser un satellite pour diffuser des programmes télévisés, couvrant le Canada d'un océan à l'autre.
En août 1978 le budget de la SRC pour 1979-80 est gelé à son niveau de 1978 ce qui représente une coupure de 71 millions de dollars,.

### Perte d'hégémonie et compressions budgétaires (1980-1999)
La télévision de Radio-Canada n'a aucune concurrence francophone canadienne avant la fondation de Télé-Métropole, en 1961, qui ne diffuse qu'à Montréal. À partir des années 1970, la SRC perd son hégémonie, mais continue de jouer un rôle important. Par la suite, l'influence culturelle de la SRC, comme celle de nombreux diffuseurs publics dans le monde, se met à diminuer, notamment en raison des sévères restrictions budgétaires imposées par le gouvernement canadien, qui débutent dans les années 1980 et s'accroissent par étapes jusqu'aux années 2000[réf. nécessaire].

#### Première vague de compression (années 1980)
En décembre 1984, quelques mois après les élections fédérales ayant amené Brian Mulroney au pouvoir, le gouvernement annonce des coupures de $75 millions qui résultent en l'abolition de 1 051 postes (dont 192 à Montréal et 18 à Québec), la cessation de la publication du magazine Ici Radio-Canada, des visites guidées de la Maison de Radio-Canada à Montréal et du système télétexte Iris,. Un sondage Gallup mené en février 1985 indique que les Canadiens sont peu préoccupés par les compressions à Radio-Canada, seuls 24 % ayant une opinion défavorable aux coupures contre 22 % favorables.

Dans un contexte de fort déficit public à la fin des années 1980, le ministre des Finances Michael Wilson engage d'importantes compressions fiscales et budgétaires (14 milliards de dollars sur deux années). Selon Pierre Juneau, président de Radio-Canada, le budget de la société est amputé de 240 millions de dollars sur quatre ans. Il qualifie ces compressions de « catastrophiques », précise que « l'effet des coupures est désastreux, ce ne sera plus jamais Radio-Canada que l'on a connu » et annonce 550 mises à pied. Dans le détail, les coupes directes approchent $140 millions et le solde des $100 millions restants correspond à des taxes additionnelles à acquitter. Le ministre fédéral de la Communication, Marcel Masse justifie les restrictions budgétaires par la nécessité de réduire le déficit : 

« C'est à Radio-Canada qu'incombe la responsabilité d'effectuer des compressions. [...] Le gouvernement a décidé de réduire le déficit national. Ayant décidé cela, le gouvernement a voulu s'assurer que tous participeraient à cet objectif. Cela ne veut pas dire que chaque service doit modifier son propre mandat, cela signifie que comme nation, si nous ne réagissons pas sur la question du déficit, tous les programmes gouvernementaux seront menacés. »

— Marcel Masse, Ministre fédéral des Communications, le 8 mai 1989
En décembre 1990, en raison de nouvelles compressions, la SRC met fin aux activités locales de deux stations télé francophones en Ontario, CBLFT (Toronto) et CBEFT (Windsor), qui deviennent des semi-satellites de CBOFT (Ottawa). Un bulletin de nouvelles distinct pour Toronto est produit à partir des studios d'Ottawa. Au mois d'avril 2010, la SRC obtient l'autorisation du CRTC pour reconvertir CBLFT en station locale, et l'antenne diffuse, entre autres, Le Téléjournal Ontario chaque soir à 18 h.
En avril 1992, les joueurs de la LNH déclenchent un mouvement de grève. Une annulation des séries éliminatoires causerait des pertes des revenus publicitaires considérables pour Radio-Canada (de l'ordre de $60 millions). La grève ne dure finalement qu'une dizaine de jours et les séries éliminatoires sont reprogrammées.

#### Seconde vague de compression à partir de 1995
Répartition des coupures annoncées en novembre 1995 par division.
- Télévision anglophone (51,1 %)
- Radio anglophone (12,2 %)
- Télévision francophone (26,8 %)
- Radio francophone (9,9 %)

De nouvelles compressions budgétaires (227 millions de dollars sur l'année 1995-1996) sont annoncées dans le budget Martin de 1995. Le lendemain, Tony Manera annonce sa démission à titre de président de la SRC. Il est remplacé en avril 1995 par Perrin Beatty (en), un ancien député et ministre progressiste-conservateur.
Radio-Canada annonce le 22 novembre 1995 la suppression de 2 000 emplois, soit 2/9e des effectifs, d'ici à la fin de l'année 1996.
Dans le détail, le plan prévoit des compressions dans toutes les divisions de la société :
- 13 millions $à la radio francophone ;
- 16 millions $ à la radio anglophone ;
- 35 millions $ à la télévision francophone ;
- 67 millions $ à la télévision anglophone.

Douze postes sont supprimés à la station de radio et de télévision de Québec. Cependant, aucun changement de programmation n'est prévu, ni à la station de Québec, ni à celles de l'Est du Québec. Dans l'ensemble, la direction de Radio-Canada est optimiste quant au maintien de la programmation : 

« La grille de cet hiver ne souffrira pas trop mais, ça pourrait être différent si le prochain budget Martin nous impose de nouvelles coupures. [...] Les employés se demandent si ces coupures cesseront un jour. »

— Michèle Fortin, Vice-présidente de la télévision française, le 22 novembre 1995
Des mesures de compressions sont annoncées au service de l'information de la télévision française à rentrée d'automne 1996,: 
- Les téléjournaux du réseau français de Radio-Canada seront interrompus par des pauses publicitaires, comme c'est le cas sur les réseaux privés (effectif à partir du bulletin du 1er janvier 1997). La SRC attendait tirer $8 millions de revenus publicitaires supplémentaires avec cette mesure[30];
- Les quatre téléjournaux en français des provinces de l'Ouest sont abolis et remplacés par un bulletin commun aux quatre provinces d'une durée de 30 minutes.

Les compressions se poursuivent jusqu'en 1997, mais la ministre du Patrimoine canadien, la libérale Sheila Copps, annonce début 1997 que la Société Radio-Canada verra son financement stabilisé à partir de 1998 pour les cinq années suivantes (à hauteur de $900 millions par an). La direction de la SRC salue la fin des compressions et la meilleure prédictibilité du financement quinquennal.

#### Développement des canaux spécialisés
Malgré les compressions, la SRC obtient une licence d'exploitation pour sa chaîne d'information en continu de langue française et le Réseau de l'information (RDI) entre en ondes le 1er janvier 1995. Cette nouvelle chaîne est intégralement financée par les redevances du câble et les recettes publicitaires et ne reçoit donc aucun financement public, même si elle bénéficie de la mutualisation des moyens avec l'antenne principale.
Le 1er octobre 1997, la SRC dépose auprès du CRTC 4 demandes de canaux spécialisés en français en partenariat avec Bell Satellite, :
- Le Réseau de l'économie (RDE) axé sur la consommation malgré la demande concurrente d'un consortium mené par TVA[note 1] pour créer Le Canal Affaires (LCA) calqué sur LCN et axé sur le monde des affaires[34] ;
- Le Réseau de l'histoire (RDH) en partenariat avec l'ONF ;
- Le projet de Télé Classique en partenariat avec TVA consacré à l'histoire de la télévision et la rediffusion d'émissions patrimoniales ;
- Un projet de Réseau des arts en partenariat avec La Sept-Arte qui est présenté comme prioritaire[35].

Les 4 projets de la SRC sont contestés par Télé-Québec et du ministère de la Culture et des Communications du Québec.
Le CRTC décide en décembre 1997 de repousser d'un an l'examen des demandes de canaux spécialisés et rejette tous les projets présentés par la SRC (ainsi que 9 autres demandes d'autres diffuseurs) dans sa décision du 21 mai 1999.
Seul le projet de Réseau des arts aboutira finalement à la création d'ARTV le 1er septembre 2001. La SRC décide en effet, en juin 1999 de faire appel auprès du gouvernement fédéral de la décision du CRTC du 21 mai 1999 concernant le Réseau des arts et obtient gain de cause le 12 août 1999. Le CRTC accepte en novembre de tenir des audiences publiques sur la création du réseau qui est renommé Télé des Arts et qui inclut désormais Télé-Québec,. Le CRTC approuve définitivement le projet Télé des Arts le 14 septembre 2000.

### Fragmentation de l'auditoire et nouveaux services (depuis 2000)

Logo actuel de la Société Radio-Canada.

Au cours de l'année 2003 la SRC discute avec TF1 et France Télévisions de son intérêt à participer à la création d'un réseau international d'information continue en langue française (un projet qui se conclut quelques années plus tard par la création du réseau France 24 auquel Radio-Canada ne participe pas).
En mai 2004, la SRC annonce le démantèlement de la Chaîne culturelle, qui devient Espace musique en septembre de la même année. La presque totalité de la programmation est changée, une partie de la programmation culturelle est transférée à la Première chaîne et la musique, jusque-là presque entièrement classique avec un peu de jazz, devient beaucoup plus éclectique. Ce virage est motivé par des cotes d'écoute trop faibles, qu'on attribue à un contenu trop élitiste.
Une nouvelle vague de compression débute en 2009 : le 25 mars 2009 lors de la présentation du budget fédéral de 2009 le gouvernement du Canada réduit le budget de Radio-Canada de 171 millions CAD. Le même jour la direction de Radio-Canada annonce lors d'une conférence téléphonique la suppression de 805 emplois dont 335 au réseau français. 86,5 % des postes supprimés sont dans la branche télévision et les 13,5 % restants à la radio. La direction prend plusieurs mesures de réduction des coûts :
- La fermeture du bureau de Dakar ;
- L'abolition du poste de correspondant de RDI à Paris (le correspondant pour le Téléjournal reste cependant en poste) ;
- L'annulation de plusieurs émissions d'information et d'affaires publiques (le bulletin de minuit à RDI, RDI Junior, Vous êtes ici, Macadam tribus, Fréquence libre) ;
- La réduction entre 10 % et 30 % du budget de production des émissions maintenues.

Radio-Canada dépose le 20 octobre 2009 une demande de licence devant le CRTC pour une nouvelle chaîne spécialisée appelée Radio-Canada Sports. Ce service en français aurait été exclusivement consacré au sport et plus particulièrement au contenu canadien et au sport amateur. Le projet est abandonné le 4 avril 2012 à la suite de nouvelles compressions budgétaires annoncées dans le budget fédéral de 2012.
Du côté de la télévision, le recul s'explique non seulement par les compressions budgétaires, mais aussi par la fragmentation de l'auditoire : déclin de la télévision en réseau en général, due à la montée de chaînes spécialisées à partir des années 1990, puis des jeux vidéo et d'Internet à partir des années 2000. Les réseaux privés du Canada affrontent la même concurrence, mais leur déclin est moindre que celui de la SRC.
Au Canada anglophone, le déclin peut être partiellement attribué à la concurrence des réseaux privés qui diffusent des émissions américaines, plus populaires que les émissions canadiennes conformes au mandat de la CBC. L'auditoire des émissions de télévision francophones a aussi décliné, surtout à cause de la concurrence des réseaux privés de langue française, mais la situation est différente en raison de la différence linguistique et culturelle du Canada français. En effet, le Québec dispose d'un star-system solide, et les productions locales continuent d'y occuper une place de choix, y compris sur les chaînes privées. Certaines émissions de la chaîne radiophonique ICI Radio-Canada Première se trouvent en tête des cotes d'écoute.
Pour ce qui est des informations, la lutte entre le réseau public et ses concurrents privés est chaude. Ainsi, après les élections fédérales de 2006, CBC Television a affirmé dans une publicité écrite que 2,2 millions de Canadiens avaient regardé sa couverture de l'évènement, ce qui la mettrait au-dessus de tout autre diffuseur. Toutefois, dans des publicités similaires, CTV a aussi revendiqué être en tête, et affirmé que CBC n'avait été regardé que par 1,2 million de personnes. Du côté francophone, les soirées électorales du réseau privé TVA sont maintenant plus écoutées que celles de la SRC.[réf. nécessaire]
En décembre 2023, Radio-Canada annonce la suppression de 600 emplois ce qui représente 10 % de sa masse salariale, ainsi que 200 autres emplois vacants. Sur ces 600 emplois, 250 concernent des activités francophones, 250 autres concernent des activités anglophones et 100 autres postes concernent des activités supports.
Depuis 2025, la présidence de CBC/Radio-Canada est assurée par Marie-Philippe Bouchard, qui prend les rênes à une période de transition et de rationalisation des ressources.
En 2024, Radio-Canada modifie la structure du Téléjournal à Ottawa-Gatineau. L'édition régionale passe à 30 minutes et est suivie d'un segment national conçu pour les régions éloignées des grands centres,. Cette réorganisation cherche à mieux répartir la couverture entre les enjeux locaux, nationaux et internationaux. Elle survient alors que les équipes font face à une surcharge de travail. La station d'Ottawa-Gatineau connaît une série de départs de journalistes chevronnés, un phénomène lié en partie à la hausse des exigences liées au travail multiplateforme.
En 2023-2024, CBC/Radio-Canada a supprimé 346 postes, dont 205 postes vacants, pour s'adapter aux contraintes budgétaires. Cette décision, bien que nécessaire pour assurer la viabilité du diffuseur, a suscité des réactions au sein des équipes concernées,,.
Sous Catherine Tait (2018-2024), CBC/Radio-Canada a renforcé sa présence numérique à travers des initiatives comme Radio-Canada OHdio et ICI TOU.TV, optimisant son offre pour les consommateurs de contenu en ligne. La Société a également renforcé ses politiques en matière de diversité, non sans controverse.

## Radio-Canada: un lieu de créations visuelles
Lors de sa mise sur pied, Radio-Canada n'était qu'un simple réseau de radio publique. Elle devenait, plus tard, le référent audiovisuel du pays. Durant le XXe siècle, les grandes avancées technologiques en matière de télécommunications ont métamorphosé la Société.
L'introduction de la télévision a généré avec elle la nécessité de créer des images, des illustrations graphiques communicantes (qui apportent un soutien à différents moments et à des situations dans les émissions), des décors, des ensembles, des logos et une gamme d'éléments graphiques utiles pour la communication audiovisuelle. Grâce à l'équipe de designers et de professionnels, une grande majorité de ces productions ont été créés au cœur même de la Société. L'équipe fait partie à la fois du Design Office CBC à Toronto pour le service en anglais et à la fois du design de la SRC à Montréal pour le service en français.
Le travail accompli par l'équipe de design depuis la fondation de Radio-Canada a été caractérisé pour répondre, de façon créative, aux besoins du temps, au positionnement de la marque, cherchant, ainsi, à créer un rappel de ses productions (produits) afin de nourrir la mémoire collective du client final (le consommateur).

### Identité visuelle
L'identité visuelle de Radio-Canada a été un long processus d'affirmation qui, à son tour, a répondu au défi de réfléchir à la consolidation du Canada en tant que pays.
Depuis sa création comme logo de la station de radio officielle du pays, l'identité visuelle est passée par la transition vers le monde de l'audiovisuel, répondant, ainsi, à l'évolution technique de la couleur. Cette transformation se termine (pour l'instant) avec l'affirmation et la consolidation d'une image, marque qui cherche à représenter la nature mondiale des temps modernes et l'identité d'un pays multiculturel comme le Canada.

#### Historique du logo

Logo de 1940 à 1958.
Logo de 1958 à 1974.
Logo alternatif utilisé entre les années 1960 et 1974.
Logo en couleur de 1966 à 1974.
Logo du 7 février 1974 au 1er janvier 1986
Logo du 1er janvier 1986 au 14 novembre 1992.
Logo depuis le 14 novembre 1992.

Étant donné que, dans les années 1940, les stations de Radio-Canada se retrouvaient un peu dans toutes les régions du pays, recouvrant ainsi 90 % de la population canadienne, Hortense Binette créait le symbole électrisant en or pour rejoindre le Canada entier. Binette était étudiante à l'École des Beaux-Arts lorsqu'elle gagna le concours de logo lancé par la Société Radio-Canada en 1940. Le premier logo représentait le contact et le lien puissant entre le média et les régions canadiennes. Ces dernières étaient évoquées par la carte du Canada. Par ailleurs, le modernisme en Europe était déjà très fréquent dans l'année de la conception de ce premier logo. Ce mouvement moderne marquait la rupture avec la mise en page traditionnelle et symétrique. On pouvait remarquer l'influence du modernisme européen dans le concept de Binette. Sur la page web de CBC dans laquelle est publiée une présentation flash des logos de Radio-Canada, Annette Blum de la Faculty of Design, OCAD University, analyse le logo : « Stylistic influences from European Modernism and Bauhaus may be seen in Binette's choices for the mark, such as her use of flat planes of sharply contrasting colours, her stylistic treatment of the diagonal flashes, and a strong emphasis on typography. ». Ceci étant dit, Hortense Binette s'était inspirée du modernisme européen pour représenter Radio-Canada la radiodiffusion fédérale.
La télévision en Amérique du Nord prenait déjà sa forme autour des années 1940, ce n'est que dans les années 1950 que la diffusion à la télévision devint populaire au Canada. La toute première télédiffusion de la Société Radio-Canada remontait à 1952. L'arrivée de la télévision influençait le logo de Binette. Ce logo n'était pas fait pour la télévision, ce qui bouleversa le symbole. Une simple modification était alors nécessaire afin de répondre aux exigences techniques de la télédiffusion. C'est en 1958 que Jean-Paul Boileau, un fabricant de maquettes de renom, un scénariste, un génie de la technique du Shot Glass et un membre de l'équipe de conception de Radio-Canada, modifia le logo pour l'adapter au petit écran ne conservant que la carte géographique et la typographie. Le logo simplifié mettait en évidence l'importance de la diffusion tant au niveau national qu'en international. D'ailleurs, la carte du Canada occupait une place importante dans le logo. Le designer graphique Todd Falkowsky notait à ce sujet : « The map form is important, presenting the entire country to the viewer, reminding us the CBC is a shared resource, reflecting stories from all corners of the country. » Le fait de conserver la carte évoquait l'union de l'ensemble du pays, car, au même moment, la Société inaugurait ses services du Nord pour atteindre le public éloigné. Le logo de 1958 était destiné à la télédiffusion rappelant ainsi l'appartenance à la nation canadienne.
Dans le rapport annuel de 1964, la Société Radio-Canada élaborait déjà son plan d'action pour se préparer à l'arrivée de la télévision en couleur, prévu pour 1966. L'idée était de pouvoir déjà diffuser les émissions en couleur pour l'Expo 67 et de pouvoir continuer la diffusion en couleur après ce grand événement international. Trente ans après sa mise sur pied, Radio-Canada transformait une deuxième fois son identité visuelle en 1966. Crée pour le lancement de la télévision couleur et qui ne devait être que temporaire, le logo papillon en arc-en-ciel évoquait la nouvelle ère de la technologie. Hubert Tison, designer graphique de la Société, était le concepteur de ce nouveau logo. Avec les arcs-en-ciel qui se dispersaient vers tous les côtés, Tison s'était fait influencer par le phénomène préoccupé par l'esthétique. Vu que, dans les années 1960, le design graphique était une façon de trouver des solutions sur les problèmes de communication dû à la progression technologique. Annette Blum disait aussi : « The CBC butterfly logo reflects this new simplicity, with its centralized motif and strong geometric shapes. The concept of an image radiating outwards from a central point may be seen to foreshadow the later 'gem' logos. ». Ceci permettrait de croire qu'un autre logo était à venir. Le logo de 1966 en papillon n'était que pour le lancement de la télévision en couleur et l'on utilisait pendant huit ans.
Les Jeux olympiques de 1976 venaient influencer le logo de la Société Radio-Canada. Cette dernière se préparait à la diffusion-hôte pour les Jeux olympiques, ce qui permettait à la Société de devenir le diffuseur à l'échelle internationale. Avec la lettre « C », pour le Canada, en expansion, le nouveau logo évoquait la diffusion mondiale par les ondes en plus de son rôle national déjà existant. Créé par Burton Kramer en 1974, le rouge au centre vers l'orangé sur un fond bleu symbolisait le dynamisme du média réunissant ainsi la télévision et la radio. Ces deux modes de transmission étant aussi rassemblés sous le même toit lors de l'inauguration de la Maison Radio-Canada à Montréal en décembre 1973. La nouvelle identité visuelle avait connu un grand succès et servait également à créer différents aspects visuels. Comme le mentionne Greg Durrell dans son commentaire cité sur la page web de CBC « The comprehensive program addressed every aspect of the corporation's visual needs, including— but not limited to— standards for stationery, vehicles, posters, billboards, banners and clothing. », l'énumération de cette dernière met en évidence que Kramer avait réussi à intégrer entièrement le système de design. Les années 1970 était une époque où les arts graphiques s'étaient accrus dans les services publics et l'affirmation de l'identité et l'autonomie était un fait réel. C'est pourquoi Radio-Canada avait adopté un logo identifiant son pays et avait intégré tous les aspects visuels pour répondre aux besoins. Enfin, le style de ce logo correspondait à la diffusion internationale tout en conservant l'identité nationale.
Dans les années 1970 et 1980, l'ordinateur offrait de nouvelles possibilités de création aux graphistes. La progression technique de la photographie et l'arrivée de l'informatique jouaient un rôle important dans la création et la reproduction des images et du texte. Dans ce contexte, le logo orangé sur un fond bleu devenait difficile pour la reproduction et devait être révisé. Avec l'approbation de Kramer, Hubert Tison et Robert Innes modifiaient le logo pour simplifier la structure en élaborant un cahier de normes, ce qui assurait une meilleure constance dans la reproduction du logo. Les deux designers imposaient la couleur corporative bleue et conservait la lettre « C » en expansion. Ce logo avait été modifié en 1986 et collaborait dans l'institutionnalisation de la personnalité graphique de Radio-Canada. En se penchant sur le commentaire de Todd Falkowsky, « The 80s were the birth of branding proper, and all major companies applied the business lessons of rebranding and communication design to their public faces. With free trade and more accessible media outlets, it is fitting that the CBC would demonstrate this new focus and shift the lens and logo from just Canada to itself, to Canada to the world and back home. », les années 1980 connaissaient également une forte croissance des médias et cela facilitait l'accès aux médias par le public. Les concurrences se progressaient de plus en plus et Radio-Canada devait attirer l'attention de ses spectateurs. Essentiellement, Hubert Tison et Robert Innes modifiaient le logo pour permettre la reproduction.
Avec l'arrivée de la concurrence mondiale, Radio-Canada modifiait son logo en changeant la couleur bleue en rouge pour que le public puisse identifier la Société plus facilement et pour se différencier de leurs concurrents. Modifié en 1993, on conservait la lettre « C », car cette lettre appartenait à la Radio-Canada depuis 1974. Par contre, « C » devenait plus renfermé pour symboliser le lien de rapprochement entre CBC et SRC, la télévision et la radio ainsi que la chaîne anglaise et française. Le nouveau logo composait maintenant 13 pièces au lieu de 28 pièces. Ces simples modifications apportaient une meilleure reproduction, tant à l'écran qu'à l'imprimé, et assurait la qualité de résolution et de lecture. Todd Falkowsky énonçait et va jusqu'à affirmer ces propos : « The red colour represents Canada in a symbolic way, the radiating form respects the DNA of the CBC brand and will not get lost in translation. Canadians would still recognize this as the CBC logo and the improved structure — fewer visual parts and colour — fits across multiple screens, legible on a mobile phone, laptop or in print and is visually less cluttered. ». Les normes graphiques étaient aussi très proches du logo précédent pour permettre une transition graduelle. La nouvelle couleur, rouge, évoquait et évoque encore aujourd'hui la vivacité, l'action, le dynamisme, l'appartenance à la radio, à la télé et à la nation canadienne. Le Réseau National prenait forme pour affirmer l'appartenance à la nation. Bref, cette modification apportée, en 1993, avait pour but de s'identifier à la nation canadienne et de se différencier des autres concurrents.
Quoi qu'il en soit, on peut affirmer que le premier logo de 1940, représentant Radio-Canada comme étant la radiodiffusion fédérale, était un résultat de l'influence du modernisme européen évoqué par Hortense Binette. Ensuite, on peut soutenir que Jean-Paul Boileau avait créé le logo de 1958 pour la télédiffusion en évoquant l'appartenance à la nation canadienne par la carte du Canada. De plus, le logo de 1966 en papillon, créé par Hubert Tison, prévoyait seulement le lancement de la télévision en couleur et fut utilisé pendant huit ans. De même, on peut apercevoir que Burton Kramer avait créé le logo de 1974 afin de représenter, par l'influence des Jeux olympiques, la diffusion à l'échelle internationale en conservant l'identité canadienne par la lettre « C » en expansion. Sans compter qu'Hubert Tison et Robert Innes apportaient au logo de 1986 la qualité de reproduction ne conservant que la couleur corporative bleue. Enfin, le logo de 1993, changé en rouge, permit à la Société Radio-Canada de se différencier des autres concurrents tout en respectant son identité canadienne.

#### Préfixe ICI
Un nouveau défi est apparu pour l'équipe de création de Radio-Canada après avoir réussi à unifier les concepts de CBC et la SRC en mettant en œuvre la dernière révision du logo (diffusion en français). Il y avait un besoin de générer un souvenir plus immédiat et approprié, puisque dans les émissions l'acronyme SRC accompagné par le logo n'arrivait pas à laisser ce rappel que l'entreprise cherchait. Le public était plus habitué à parler de Radio-Canada comme un nom propre que de l'acronyme SRC. Entre autres, le nom complet était trop long pour être inclus dans la constitution du logo.
Dans le même ordre d'idées, grâce aux chaînes satellitaires spécialisées qui se sont créés (Explora, Art tv, etc.), il eût une expansion de la famille au cours des dix dernières années. Alors, c'était nécessaire de réunir autour du logo à la fois le nom du canal, ainsi comme son « nom de famille » (CBC ou SRC). Par contre, il y eût ici le problème du préfixe SRC et le manque de rappel comme marque.
En 2013, l'équipe de création de Radio-Canada (Montréal) a présenté l'incorporation du préfixe ICI en réponse au besoin d'intégration et de rappel.
Le principe de base du préfixe était d'utiliser une phonétique simple liée au populaire C-B-C. Aussi, l'idée était de créer quelque chose qui éveille un sentiment d'appartenance au public francophone. ICI répond à ces deux critères. Sa connotation d'appartenance a été facilement prise par les téléspectateurs francophones et a créé une atmosphère de famille (« ici », chez nous). Radio-Canada parvient, alors, à évoquer une conscience collective en seulement trois sons phonétiques.
Sa mise en œuvre a été graduelle et, même à ce jour, continue de rencontrer la résistance dans certains secteurs de l'opinion publique. Or, l'approbation et l'appropriation a été dans le prévu par la société et le groupe créatif.

### Équipe de Design
L'arrivée de la télévision, l'étape ultérieure à la couleur de cette dernière, le progrès technologique vers les multimédias, la haute définition et les réseaux sociaux ont engendré la nécessité de créer des éléments visuels multiples et divers. Il était, alors, indispensable de consolider un département de design pour travailler à l'interne.
Dès le début, deux départements ont été établis. D'abord, le service en anglais basé à Toronto, ensuite, le service en français établi à Montréal. Au fil du temps, un troisième sera mis sur pied à Halifax, responsable de la production d'images en format vidéo.
L'équipe de conception est configurée à partir d'un groupe multidisciplinaire. Il est chargé de créer des éléments nécessaires pour la survie d'une émission tels que des maquettes, des décorations, des scènes, des images, des dessins, des accessoires, des marionnettes, des génériques, des collages, des photographies, des affiches promotionnelles, des images 3D, des titres et des polices spécifiques. Parfois aussi, l'équipe de conception doit répondre à des exigences plus complexes comme le soutien à une réalisation spécifique, le développement des histoires ou des illustrations des chansons (pour les émissions destinés aux enfants), des illustrations informatives (télé-journaux), des animations, de l'identité de chaque émission (header, titre, intro, outro), etc. L'équipe travaille toujours en étroite collaboration avec le réalisateur de l'émission.
Un bulletin d'information, par exemple, peut exiger des images explicatives. Ayant au moins le besoin d'un minimum de trois illustrations pour une émission, en comptant trois émissions par jour, 7 jours sur 7, pendant les 52 semaines de l'année et chaque élément d'illustration graphique n'aura plus que 30 secondes à l'antenne. Chaque année, en moyenne, on pouvait parler d'un millier d'images en plein écran seulement pour les bulletins de nouvelles. S'il s'agissait d'une animation, alors les graphistes doivent développer les textes en série de 24 images par seconde.
L'équipe de conception a reçu une certaine reconnaissance dans le milieu. Cependant, peut-être la plus importante est la double nomination d'Academy Award pour les films d'animation Crac et L'homme qui plantait des arbres, illustrés par Frédéric Back.

## Mandat
Le mandat de la Société Radio-Canada est fixé par la Loi sur la Radiodiffusion adoptée en 1991. Cette loi dispose que la programmation de la société d'état devrait à la fois :
- Être principalement et typiquement canadienne.
- Refléter la globalité canadienne et rendre compte de la diversité régionale du pays, tant sur le plan national qu'au niveau régional, tout en répondant aux besoins particuliers des régions.
- Contribuer activement à l'expression culturelle et à l'échange des diverses formes qu'elle peut prendre.
- Être offerte en français et en anglais, de manière à refléter la situation et les besoins particuliers des deux collectivités de langue officielle, y compris ceux des minorités de l'une ou l'autre langue.
- Chercher à être de qualité équivalente en français et en anglais.
- Contribuer au partage d'une conscience et d'une identité nationales.
- Être offerte partout au Canada de la manière la plus adéquate et efficace, au fur et à mesure de la disponibilité des moyens. (Malgré son mandat, la société d'état n'est pas disposée à offrir ses services directement et sans frais à la totalité des foyers Canadiens, car depuis le passage à la norme de diffusion numérique, seules les antennes locales directement liées aux stations ont été converties à cette nouvelle norme de diffusion).
- Refléter le caractère multiculturel et multiracial du Canada.

Ce mandat rend la SRC sujette à critique, puisqu'il stipule qu'elle doit entre autres « contribuer au partage d'une conscience et d'une identité nationale ». Cela pousse bien des souverainistes québécois, tels que le cinéaste Pierre Falardeau, à surnommer la société publique « Radio-Cadenas ».

## Structure et budget
Radio-Canada et CBC sont parfois vus à tort comme deux entités séparées alors qu'il s'agit d'une seule entité légale régie par la Loi sur la radiodiffusion. Les noms français et anglais ont contribué à cette confusion, car ils ne sont pas des traductions directes de chacun. De plus, la structure des réseaux français et anglais diffèrent au niveau de l'administration, l'habillage, la programmation et les têtes de réseau, ce qui s'explique par les différences culturelles existant entre les parties anglophones et francophones du Canada.
Bien qu'il y ait eu des tentatives pour ce qui est de l'habillage, y compris l'utilisation du sigle « SRC » à la place de « Radio-Canada », ces efforts ont échoué. De plus, la CBC n'a jamais tenté d'imposer son sigle à la partie francophone du Canada comme l'a fait la BBC pour ses émissions en gaélique, gallois et dans d'autres langues,.
Radio-Canada a reçu en 2005-2006 946 millions de dollars canadiens de la part du gouvernement, ainsi que 60 millions supplémentaires pour ses programmes. Toutefois, ce supplément est reconduit chaque année. Le total atteint un peu plus d'un milliard de dollars canadiens chaque année, ce qui provoque un débat. Cela diffère de la situation des diffuseurs publics de plusieurs pays européens qui collectent une redevance, ou de celle des États-Unis, où PBS et NPR reçoivent des fonds publics, mais dépendent fortement des contributions des auditeurs et des téléspectateurs.
Pour compléter ce financement, les réseaux de télévision et les sites internet de Radio-Canada diffusent de la publicité. De plus, les services de télévision spécialisée tels que ICI RDI et Newsworld reçoivent des redevances d'abonnement. Les radios de la SRC ne diffusent pas de publicité, sauf quand cela est requis par la loi (par exemple, les publicités des partis politiques durant les périodes électorales).
Pour l'année fiscale 2006, Radio-Canada a reçu 1,53 milliard de dollars canadiens, ce qui comprend le financement gouvernemental, les abonnements, les revenus de la publicité et d'autres ressources(comme l'immobilier). Les dépenses pour la même période comprennent 616 millions de dollars canadiens pour la télévision anglophone, 402 millions pour la télévision francophone, 348 millions pour les services radiophoniques dans les deux langues, 88 millions pour le management et les coûts techniques et 124 millions pour l'amortissement des immobilisations corporelles. Certaines de ces dépenses proviennent de l'amortissement du financement des années précédentes.
| Poste                    | 1996    | 1997    | 1998    | 1999                                       | 2000                                       | 2001                                       | 2002                                       | 2003                                       | 2004                                       | 2005                                       | 2006                                       |
| ------------------------ | ------- | ------- | ------- | ------------------------------------------ | ------------------------------------------ | ------------------------------------------ | ------------------------------------------ | ------------------------------------------ | ------------------------------------------ | ------------------------------------------ | ------------------------------------------ |
| Financement du Parlement | 963,2   | 854,5   | 759,7   | 759,5                                      | 764,7                                      | 794,1                                      | 780,4                                      | 877,4                                      | 872,7                                      | 877                                        | 946                                        |
| Financement ponctuel     | —       | —       | —       | —                                          | —                                          | —                                          | 60,0                                       | 60,0                                       | 60,0                                       | 60                                         | 60                                         |
| Autre financement        | 464,2   | 509,0   | 525,3   | 484,1                                      | 504,6                                      | 518,4                                      | 519,4                                      | 480,8                                      | 508,6                                      | 547                                        | 522                                        |
| dont publicité           | 305,5   | 293,7   | 383,3   | 329,7                                      | 328,7                                      | 350,3                                      | 319,3                                      | 284,4                                      | 282,0                                      | 322                                        | 315                                        |
| Total des recettes       | 1 427,4 | 1 363,5 | 1 285,0 | 1 243,6                                    | 1 269,3                                    | 1 312,5                                    | 1 359,8                                    | 1 456,8                                    | 1 441,3                                    | 1 484                                      | 1 528                                      |
| Dépenses                 | 1 484,7 | 1 444,8 | 1 411,6 | 1 431,3                                    | 1 408,2                                    | 1 392,8                                    | 1 496,1                                    | 1 532,7                                    | 1 658,0                                    | 1 504                                      | 1 493                                      |
| Références               | ,       | ,       | ,       | Sources : Rapports annuels de Radio-Canada | Sources : Rapports annuels de Radio-Canada | Sources : Rapports annuels de Radio-Canada | Sources : Rapports annuels de Radio-Canada | Sources : Rapports annuels de Radio-Canada | Sources : Rapports annuels de Radio-Canada | Sources : Rapports annuels de Radio-Canada | Sources : Rapports annuels de Radio-Canada |

Les rapports financiers entre 2015 et 2021 montrent une adaptation progressive de Radio-Canada à un environnement budgétaire plus contraint, avec une réallocation des fonds vers les services numériques et une gestion plus serrée des dépenses.
Les critiques envers Radio-Canada dénoncent son coût et suggèrent que la SRC gaspille l'argent du contribuable pour fournir un service qui, à leurs yeux, est copié par les diffuseurs privés, en notant que le réseau télévisé de la SRC a également accès au financement par la publicité tandis que les réseaux privés de diffusion obtiennent parfois de meilleurs auditoires avec la publicité pour seule source de revenus.
Les défenseurs de Radio-Canada notent que la SRC est différente des médias privés, y compris en ce qui concerne le contenu proprement canadien, et que la plupart des fonds publics reviennent aux réseaux radiophoniques. Ils soutiennent aussi que les producteurs et diffuseurs privés peuvent également compter sur des crédits d'impôts en production cinéma/télé ainsi que de subventions et/ou investissements en capitaux à risques gouvernementaux. Ils avancent aussi qu'un financement plus élevé et de long terme est nécessaire pour produire des fictions canadiennes de meilleure qualité et améliorer les programmes locaux.
Le budget de 616 millions de dollars canadiens de la télévision publique est en fait inférieur aux 656 millions de chiffre d'affaires du diffuseur privé Canwest pour l'année fiscale 2006, pourtant considérée comme mauvaise pour les réseaux Global et CH de CanWest, qui devance de peu l'audience de son rival CTV.
Dans le cadre de la Loi sur les nouvelles en ligne (C-18), CBC/Radio-Canada obtiendra 7 millions de dollars par le biais d'un accord conclu entre Google et le gouvernement fédéral. Cette somme vise à renforcer la couverture journalistique dans les régions éloignées ainsi que dans les zones peu desservies par les médias. Même si certains ont exprimé des réserves quant à la présence du diffuseur public dans cet accord, en raison de son financement gouvernemental, la ministre du Patrimoine a souligné l'importance de CBC/Radio-Canada dans l'équilibre du paysage médiatique canadien.
En décembre 2023, CBC/Radio-Canada annonce devoir abolir 800 postes en raison de pressions financières de 125 millions de dollars. Après le budget fédéral d'avril 2024, qui lui accorde une somme supplémentaire de 42 millions $, le diffuseur public annonce qu'il coupera moins de postes que prévu. Le nombre de postes abolis est ramené à 346, dont 205 étaient des postes vacants pour 2023-2024,,.
Depuis 2024, Radio-Canada impose une authentification obligatoire pour accéder à certaines de ses applications, dont OHdio et Radio-Canada Info. Cette décision s'inscrit dans le cadre de la loi 25 sur la protection des renseignements personnels, tout en reprenant des modèles déjà appliqués par des diffuseurs comme la BBC et France Télévisions.
La collecte de données utilisateurs aide Radio-Canada à financer ses services numériques grâce à la publicité. Ce modèle permet de maintenir un accès gratuit au contenu, tout en respectant les règles en matière de protection des renseignements personnels.
Radio-Canada exploite trois principaux centres de production :
- À Ottawa (181, rue Queen)
- À Toronto (250, rue Front Ouest)
- À Montréal, dans la Maison de Radio-Canada située au 1000, avenue Papineau[90].

Radio-Canada maintient un réseau de près de 50 stations et bureaux journalistiques répartis dans chaque province et territoire, ce qui garantit une présence sur l'ensemble du territoire canadien. À l'étranger, l'organisation dispose aussi de correspondants à Washington, Paris, Istanbul et Taipei.

### Diversité et représentation régionale
La couverture régionale fait partie intégrante de la mission de Radio-Canada. Pour renforcer cette présence sur le terrain, l'organisation a mis en place des partenariats avec plusieurs universités situées en dehors des grands centres, notamment à Moncton, Saint-Boniface, Toronto et Ottawa.

### Télévision
| Année     | CBC Television | ICI Radio-Canada Télé |           |
| --------- | -------------- | --------------------- | --------- |
| 1989-1990 | 16,7 %         | 29,3 %                | [ RA 5 ]  |
| 1990-1991 | 15,0 %         | 28,8 %                | [ RA 6 ]  |
| 1991-1992 | NC             | NC                    |           |
| 1992-1993 | NC             | NC                    |           |
| 1993-1994 | 13,8 %         | 27,1 %                | [ RA 7 ]  |
| 1994-1995 | 13,2 %         | 25,9 %                | [ RA 7 ]  |
| 1995-1996 | 11,7 %         | 23,5 %                | [ RA 7 ]  |
| 1996-1997 | 11,3 %         | 26,1 %                | [ RA 8 ]  |
| 1997-1998 | 10,8 %         | 25,8 %                | [ RA 8 ]  |
| 1998-1999 | 9,1 %          | 25,4 %                | [ RA 9 ]  |
| 1999-2000 | 8,4 %          | 25,8 %                | [ RA 9 ]  |
| 2000-2001 | 9,0 %          | 22,7 %                | [ RA 10 ] |
| 2001-2002 | 9,4 %          | 20,0 %                | [ RA 11 ] |
| 2002-2003 | NC             | NC                    |           |
| 2003-2004 | 7,1 %          | 16,0 %                | [ RA 12 ] |
| 2004-2005 | 6,9 %          | 22,5 %                | [ RA 12 ] |
| 2005-2006 | 7,5 %          | 20,6 %                | [ RA 12 ] |
| 2006-2007 | 7,4 %          | 19,9 %                | [ RA 13 ] |
| 2007-2008 | 7,8 %          | 20,1 %                | [ RA 14 ] |
| 2008-2009 | 8,6 %          | 19,1 %                | [ RA 15 ] |
| 2009-2010 | 9,3 %          | 18,6 %                | [ RA 16 ] |
| 2010-2011 | 9,3 %          | 19,9 %                | [ RA 17 ] |
| 2011-2012 | 8,6 %          | 18,7 %                | [ RA 18 ] |
| 2012-2013 | 6,8 %          | 20,3 %                | [ RA 19 ] |
| 2013-2014 | 8,3 %          | 20,6 %                | [ RA 20 ] |
| 2014-2015 | 6,0 %          | 19,8 %                | [ RA 21 ] |
| 2015-2016 | 5,8 %          | 19,9 %                | [ RA 22 ] |
| 2016-2017 | 5,5 %          | 20,9 %                | [ RA 23 ] |
| 2017-2018 | 7,6 %          | 22,7 %                | [ RA 24 ] |
| 2018-2019 | 5,0 %          | 22,9 %                | [ RA 25 ] |
| 2019-2020 | 5,1 %          | 23,5 %                | [ RA 26 ] |
| 2020-2021 | 5,0 %          | 25,6 %                | [ RA 27 ] |
| 2021-2022 | 5,8 %          | 24,8 %                | [ RA 28 ] |

La SRC possède deux réseaux de télévision nationaux : ICI Radio-Canada Télé en français et CBC Television en anglais. Les deux diffusent de la publicité et sont semblables aux réseaux privés, mais offrent plus de programmes de produit au Canada. La plupart des chaînes de télévision de la SRC, y compris celles des grandes villes, appartiennent à Radio-Canada elle-même et diffusent un programme commun ainsi qu'une programmation locale. Certaines chaînes qui diffusent depuis des petites villes sont des affiliés privés de la SRC, c'est-à-dire des chaînes privées diffusant surtout des programmes de Radio-Canada. Toutefois, la plupart des affiliés de langue anglaise décident de diffuser des programmes locaux ou provenant de l'étranger (ces derniers étant les plus populaires) via d'autres diffuseurs. Ce type d'affiliés devient rare. Les affiliés privés du réseau francophone, qui sont tous situés au Québec, peuvent diffuser les programmes de Radio-Canada, voire du réseau privé de télévision francophone V (Remstar).
La station de CBC Television CFYK-DT au Territoires du Nord-Ouest adaptent leurs programmes aux populations locales et diffusent en plusieurs langues locales, comme l'inuktitut ou chipewyan.
Deux des émissions les plus populaires sont la diffusion des rencontres de hockey sur glace. En anglais l'émission est connue sous le nom de Hockey Night in Canada alors qu'elle était connue en français comme La Soirée du hockey. Les deux émissions ont été créées en 1952 et l'édition française a cessé en 2004, lorsque la chaîne spécialisée francophone RDS a acheté les droits des matchs du Canadien de Montréal. Radio-Canada a continué à diffuser les matchs du Canadien du samedi soir sur ses stations de télévision situées à l'extérieur du Québec jusqu'en 2006.
Les taux d'audience de la CBC Television ont décliné ces dernières années. Au Québec, où la majorité de la population est francophone, la télévision publique demeure populaire et possède certaines de plus fortes cotes d'écoute de la province. La télévision française de Radio-Canada connait un regain d'audience à partir du milieu des années 2010 et atteint en 2020 sa meilleur part d'audience aux heures de grandes écoutes depuis le milieu des années 1990.
Les deux réseaux terrestres ont aussi lancé la diffusion en Haute définition, avec des rencontres de la LNH et de football canadien produites en HD pour le réseau anglophone.

Part d'audience aux heures de grandes écoutes à la télévision de Radio-Canada  - ICI Radio-Canada Télé (Réseau francophone)
  - CBC Television (Réseau anglophone)

### Câble
La SRC possède quatre chaînes de télévision spécialisée : CBC News Network, une chaîne d'information en anglais, Réseau de l'information, son équivalent francophone, CBC Country Canada, un service numérique de catégorie 1 ainsi que la chaîne de documentaire en français ICI Explora. Radio-Canada a également des intérêts dans la chaîne culturelle francophone ICI ARTV, la chaîne francophone internationale TV5MONDE (connue au Canada sous le nom de TV5) en plus d'être l'actionnaire majoritaire (82 %) de Documentary.

### Radio
La SRC a six services radiophoniques, trois en anglais, que sont CBC Radio One, CBC Music et CBC Radio Three, et trois en français, ICI Radio-Canada Première, ICI Musique et ICI Musique classique. CBC Radio One et ICI Radio-Canada Première se concentrent sur l'information, mais diffusent aussi des programmes musicaux, des variétés, des comédies ou du sport. Historiquement CBC Radio One et ICI Radio-Canada Première diffusaient surtout sur la bande AM, mais nombre de ces stations ont déménagé vers la FM. CBC Radio Two et ICI Musique, exclusivement en FM, diffusent des émissions musicales, avec une prédilection pour la musique classique.
La SRC dispose également de deux services en ondes courtes : Radio Nord Québec qui diffuse vers le nord de la province sur une fréquence statique de 9 625 kHz, et Radio Canada International, destinée au reste du monde. De plus, les stations de Radio One situés à Saint-Jean de Terre-Neuve et à Vancouver(Colombie-Britannique) émettent en ondes courtes. Certaines ont un service radiophonique digital pour une couverture plus efficace des zones isolées.
En novembre 2004 la SRC, en partenariat avec Standard Broadcasting et Sirius Satellite Radio a demandé à la CRTC une licence pour introduire un service radio par satellite pour le Canada. La CRTC a approuvé cette nouveauté, ainsi que pour deux autres pour la radio par satellite le 16 juin 2005. Le 1er décembre 2005, Sirius Canada l'a lancé, avec plusieurs stations de radio de la SRC, y compris CBC Radio 3 et Bande à part.
| Radio One                                                    | 8,9 %  | 9,1 %  | 8,3 %  |
| CBC Music                                                    | 3,6 %  | 3 %    | 3,2 %  |
| ICI Radio-Canada Première                                    | 12,8 % | 12,6 % | 13,3 % |
| ICI Musique                                                  | 2,5 %  | 3 %    | -      |
| La Chaîne Culturelle                                         | -      | -      | 2,3 %  |
| Sources : Rapport annuel de Radio-Canada de 2005-2006, p. 17 |        |        |        |

### Internet
Radio-Canada a deux sites internet principaux. L'un est en anglais et fut lancé en 1996, l'autre est en français.

#### Récompenses
En 2003 la SRC a remporté le prix de l'Online News Association dans la catégorie Journalisme de service pour sa couverture de l'épidémie de SRAS. En 2004 CBC.ca fut la seule organisation à gagner deux prix de l'Online News Association, une dans la catégorie Journalisme de spécialité pour sa couverture des élections fédérales de 2004, et l'autre dans la catégorie Journalisme de service pour l'ADR Database, un projet de la cellule d'enquête de CBC News. CBC.ca fut également finaliste de la catégorie Commentaire en ligne pour une rubrique consacrée à la langue anglaise.
En 2004 la SRC offre un service RSS et, en 2005, lance un nouveau magazine de divertissement en ligne, CBC Arts. Radio-Canada offre également un service d'archive gratuit diffusant des moments historiques de l'histoire canadienne. Plus de 8 000 émissions sont en ligne.
En 2006 CBC.ca connaît une modification de son habillage après une vaste étude, avec une amélioration de la conformité aux standards d'internet.

### Baladodiffusion
En 2005, Radio-Canada se met à la baladodiffusion de certains de ses programmes, à savoir Quirks and Quarks, l'émission de CBC Radio One consacrée aux sciences et à la technologie, Canadian Music Podcast de CBC Radio Three, et Metro Morning, de CBLA.
En mai 2006, Radio-Canada ajoute plusieurs autres émissions,.
En novembre 2023, CBC & Radio-Canada Solutions Média s'associe lance un nouveau balado, Ensemble/All Together, pour prôner la diversité et créer un environnement médiatique plus représentatif et inclusif.

### enRoute
CBC News Network et ICI RDI fournissent des informations sur l'actualité, la météo et les sports pour Air Canada.

## L'offre de contenus de Radio-Canada en 2025
CBC/Radio-Canada propose une gamme variée de contenus à travers ses chaînes de télévision, ses stations de radio et ses plateformes numériques.

### Chaînes de télévision et de radio
ICI Télé
Chaîne généraliste diffusant des séries, films, émissions de divertissement et actualités.
ICI RDI
Réseau spécialisé en information continue.
ICI Explora
Chaîne consacrée aux documentaires et émissions éducatives.
ICI ARTV
Chaîne consacrée aux arts et à la culture.
ICI Première
Station de radio généraliste avec une programmation variée incluant actualités et culture.
ICI Musique
Station de radio consacrée à la musique francophone et internationale.
ICI Musique Classique
Plateforme numérique complémentaire consacrée à la musique classique, proposant concerts enregistrés et balados spécialisés.

### Plateformes numériques et services spécialisés
Radio-Canada Info
Site web et application d'actualité. Cette plateforme est le service d'information et de nouvelles du diffuseur public CBC/Radio-Canada. Son objectif est de fournir des nouvelles, des analyses et des reportages sur divers sujets comme la politique, l'économie, la culture, la société et les sports. Les nouvelles de Radio-Canada sont disponibles sur plusieurs plateformes, dont un site web et une application mobile.
Radio-Canada Ohdio
Plateforme de diffusion audio regroupant balados, concerts et livres audio,. Cette plateforme donne accès à des émissions de radio en direct ou en rattrapage, des balados, des concerts, des listes d’écoute musicale et des livres audio à écouter en continu ou à télécharger. Tout ce contenu est accessible en ligne, que ce soit via le site web ou directement sur l’application mobile.
ICI TOU.TV
Service de streaming vidéo avec une offre gratuite et un abonnement premium permettant d'accéder à du contenu supplémentaire sans publicité. Cette plateforme permet de regarder la télévision en direct ou en rattrapage. On y trouve des séries, des documentaires, des films, des émissions de variétés, d’information et même du contenu pour enfants. Une section payante, ICI TOU.TV Extra, propose du contenu exclusif : des séries diffusées en primeur, des émissions d’autres chaînes francophones, ainsi que celles produites sous la bannière Véro.tv,.
En 2018, le diffuseur public s’est associé à V Média, Bell Média, TV5 Québec Canada et l’ONF afin d'enrichir ICI TOU.TV Extra de 700 heures de contenu francophone. Cette entente visait à proposer une alternative aux grandes plateformes comme Netflix, tout en misant sur une approche collaborative entre diffuseurs canadiens.
Rad
Plateforme destinée aux jeunes adultes (18-34 ans), proposant des contenus informatifs et interactifs adaptés aux formats mobiles. Pour mieux rejoindre les jeunes audiences, Radio-Canada mise sur le format vertical, de plus en plus populaire sur les réseaux sociaux. En 2024, ce choix stratégique s'est confirmé : les 25 vidéos les plus visionnées sur ses plateformes étaient toutes issues de ce format, largement inspiré des pratiques de TikTok et Instagram.
Archives de Radio-Canada
Service donnant accès à une vaste collection de documents audiovisuels historiques.
Radio-Canada Sports
Plateforme spécialisée dans le sport, proposant actualités, analyses et résultats.
Radio-Canada Arts
Espace consacré aux contenus culturels et artistiques.
Mordu
Plateforme destinée aux amateurs de séries télévisées, proposant critiques et recommandations,.
Zone Jeunesse
Service numérique proposant des contenus adaptés aux enfants et adolescents.
MAJ
Plateforme numérique diffusant des vidéos et articles d'actualité pour les jeunes de moins de 18 ans.

## Autres entreprises

### Services audio
CBC/Radio-Canada offrait un service audio de quarante-cinq stations, 24 heures sur 24, connu sous le nom de Galaxie. Le service originellement créé par SRC existe toujours, mais depuis le 11 mai 2011est la propriété de Stingray Digital Media Group. Il est disponible par câble digital et par la diffusion par satellite via les fournisseurs de télévisions. Certaines compagnies du câble, comme StarChoice, ne diffusent que vingt de ces quarante-cinq stations à côté de MadTrax, un service digital de musique de vingt stations offert par Corus Entertainment.

## Radio-Canada dans d'autres pays

### Francophonie
De nombreuses émissions d'ICI Radio-Canada Télé et d'ICI RDI sont diffusées sur les différents signaux de la chaîne francophone internationale TV5 Monde. Le journal radiophonique de Radio-Canada est aussi diffusé la nuit sur France Info.

### Newsworld International
Radio-Canada, en association avec Power Corporation of Canada (ancien propriétaire de CKWS, une télévision de Kingston, Ontario), a possédé deux réseaux de 1994 à 2000 :
1. Newsworld International (NWI), une chaîne du câble américaine qui rediffuse la plupart des programmes de CBC News Network.
2. Trio Channel, une chaîne d'art et de divertissement.

En 2000 Radio-Canada et Power Corporation of Canada vendent ces chaînes à USA Network, qui acquiert plus tard Vivendi Universal qui est ensuite partiellement acquise par NBC pour former NBC Universal. NBC Universal possède toujours Trio Channel, qui n'a plus aucun lien avec la SRC (et qui devient en 2005, une chaîne diffusée exclusivement sur Internet). Toutefois, Radio-Canada continue de diffuser NWI.
Le 1er août 2005, NWI cesse la diffusion des programmes de CBC et est rebaptisée Current TV, à la suite de son entrée dans le consortium INdTV.

### Auditoire aux États-Unis
Radio-Canada peut être reçus dans les communautés américaines situées près de la frontière, comme Bellingham (État de Washington), Détroit (Michigan) et Buffalo (État de New York), où elle dispose d'un certain auditoire. Ce phénomène se voit aussi dans la région des Grands Lacs comme à Ashtabula (Ohio) et Erie (Pennsylvanie) qui reçoivent les programmes de la CBC par l'émetteur de London (Ontario), en fonction des conditions atmosphériques régnant au-dessus du lac Érié.
Certains programmes de la SRC sont aussi retransmis par les radios locales, comme le New Hampshire Public Radio. Les chaînes de télévision de la SRC sont également disponibles par le câble près de la frontière canadienne. Par exemple CBET, de Windsor (Ontario) est disponible à Toledo (Ohio) grâce au câble.
Les téléspectateurs américains de la télévision publique canadienne apprécient les programmes d'information comme The National et the Fifth Estate, de comédie tels Royal Canadian Air Farce, The Red Green Show ou This is Wonderland, ainsi que des émissions britanniques comme Coronation Street, Emmerdale et Doctor Who. Hockey Night in Canada est souvent préférée aux programmes américains consacrés à la LNH dans les régions frontalières. De plus, la couverture des Jeux olympiques est également bien perçue car elle offre une alternative à NBC qui, selon certains, se concentre trop sur les sportifs américains. De plus, la couverture des jeux par CBC est en direct, alors que celle de NBC est en différé.
Les transmissions en AM des services radiophoniques anglophones et francophones de Radio-Canada peuvent, la nuit, être reçues dans une large part des États-Unis. Il s'agit, par exemple, des stations CBE (Windsor, Ontario), CBW (Winnipeg), CBK (Saskatchewan), et CJBC (Toronto, Ontario).

### Diffusion de CBC News aux États-Unis
Lors des attentats du 11 septembre contre les États-Unis, plusieurs diffuseurs américains ne disposant pas de service d'information en continu comme C-SPAN, ont diffusé la couverture des évènements réalisée par Radio-Canada. Dans les jours suivants, C-SPAN a diffusé The national, l'émission d'information en soirée de Peter Mansbridge. La qualité de cette couverture a été reconnue par le Canadian Journalism Foundation; l'éditeur en chef, Tony Burman, acceptera plus tard l'Excellence in Journalism Award (2004) pour la qualité du service.
C-SPAN a aussi diffusé la couverture des principaux évènements ayant affecté les Canadiens, incluant :
- les élections fédérales canadiennes ;
- la mort et les funérailles de Pierre Elliott Trudeau ;
- l'invasion de l'Irak en 2003, couverte notamment par l'émission The National durant trois semaines ;
- la panne d'électricité qui a frappé l'Amérique du Nord en 2003 ;
- les procédures importantes du parlement canadien ;
- les élections présidentielles américaines de 2004 ;
- la visite officielle du président américain au Canada.

Plusieurs stations de PBS ont aussi diffusé certains programmes de Radio-Canada, notamment The Red Green Show. Toutefois, ces émissions sont « syndiquées » par des distributeurs indépendants et ne sont pas gouvernées par la politique de mariage commun de PBS.

### CBC Radio: diffusion aux États-Unis
Certains programmes de CBC Radio One, comme Definitely Not the Opera et As it Happens ont été diffusés par certaines stations affiliées à American Public Media. Avec le lancement de Sirius Canada en décembre 2005, certaines stations de la SRC, dont Radio-Canada International, Radio Three et Bande à Part, sont disponibles pour les abonnés à Sirius.

### Caraïbes et Bermudes
Plusieurs pays des Caraïbes reçoivent les émissions de CBC TV :
- Bahamas, sur CoralWave (Câble Bahamas), réseau télévisé du Nord des Bahamas (Canal 8)
- Barbade, sur le réseau câblé du Caribbean Broadcasting Corporation (Canal 703).
- Bermudes, sur le service câblé CableVision.
- Trinité-et-Tobago, sur le réseau de télévision Columbus Communications Trinidad Ltd. (CCTL).

## Propriété privée ou publique

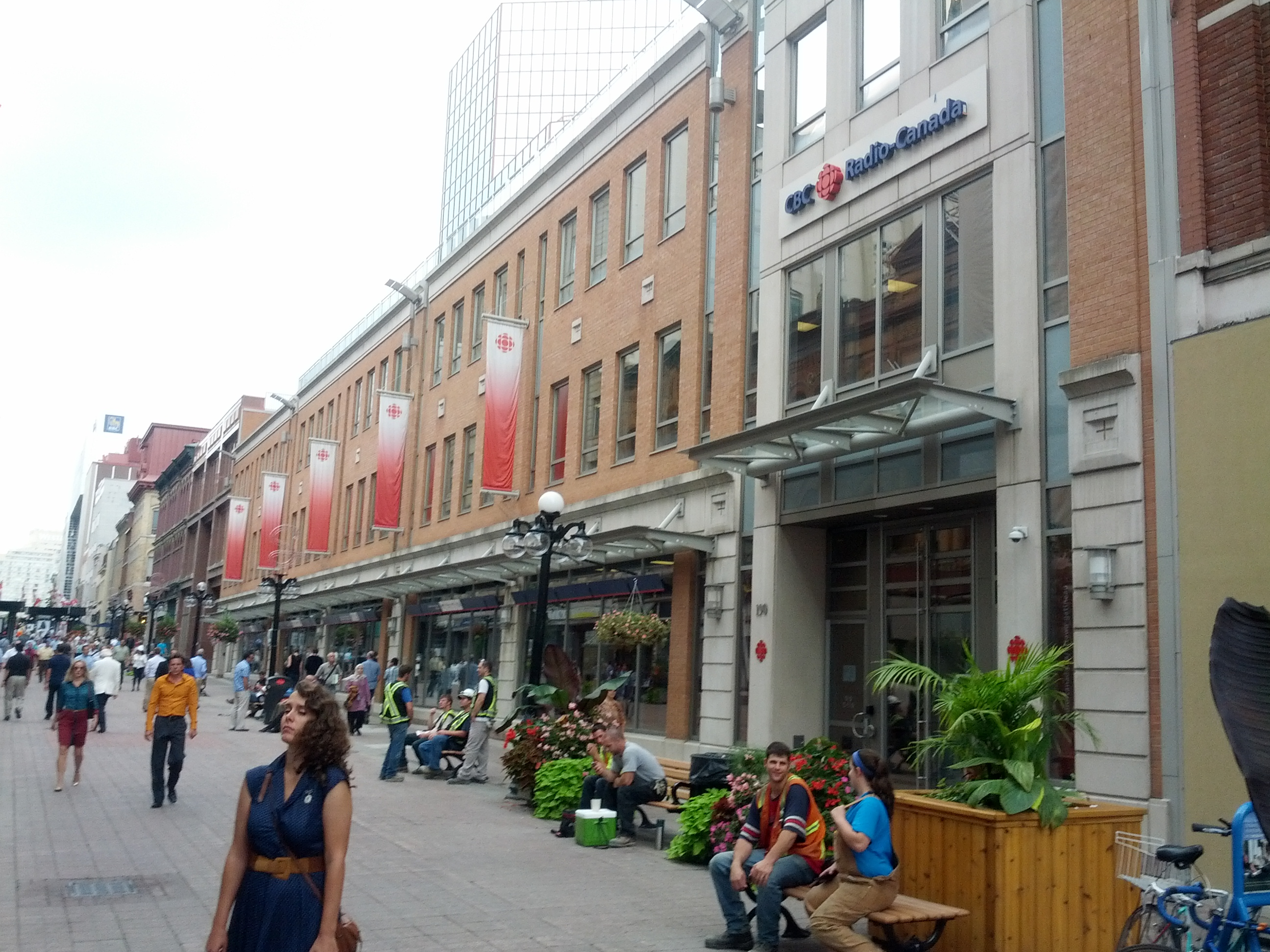
Édifice de la SRC à Ottawa.

Les controverses avec l'industrie de la diffusion surviennent souvent quand CBC lance de nouveaux services dans les zones où opèrent ou tentent d'opérer des diffuseurs privés. Le CRTC, qui décide de l'attribution de nouvelles licences de diffusion est, comme Radio-Canada, une société gouvernementale, et les dirigeants de la SRC et les membres de la CTRC sont nommés par le premier ministre, ce qui incite certains diffuseurs privés à avoir des soupçons de favoritisme envers Radio-Canada.
Beaucoup croient que Radio-Canada est un contrepoids nécessaire à ce qui est perçu comme le big-business orienté à droite des réseaux privés, ou que la SRC préserve la culture canadienne de l'influence hégémonique de la diffusion de programmes américains. Les canadiens continuent d'être favorables au maintien du financement public pour Radio-Canada. Selon un sondage fait en mai 2004, 89 % des Canadiens sont favorables à un financement situé au même niveau, voire à un niveau plus élevé de la société publique. Dans la lignée de son objectif d'origine, Radio-Canada garantit que les stations canadiennes agissent plus justement que celles affiliées à des diffuseurs étrangers. Le gouvernement canadien tente de contrebalancer cette iniquité en subventionnant largement la production de programmes canadiens.
Pour l'instant la SRC a obtenu une licence pour un service d'information en continu, CBC News Network. Comme pour d'autres services thématiques, cette décision a rendu impossible l'apparition de tout autre service d'information avec un format similaire fait de nouvelles et d'analyses. Quand les chaînes privées CTV Newsnet et LCN sont lancées en 1997, leurs licences les obligent à diffuser une boucle de nouvelles d'une durée de 15 minutes. Les critiques envers la SRC arguent que le favoritisme de la CRTC envers Radio-Canada se voit par le fait que CBC News Network n'a pas subi de sanctions équitables à la suite de la diffusion de programmes ne correspondant pas au format tout-info, comme l'émission Roadshow. En fait Roadshow, qui peut être classé comme une série documentaire, ne tombe pas techniquement dans la gamme autorisée, alors que des comédies comme This Hour Has 22 Minutes et Royal Canadian Air Farce ont été supprimées de la programmation de CBC Newsworld en 1997 après des plaintes de diffuseurs privés, bien que les deux émissions se concentraient sur des évènements récents.
La SRC est intervenue directement dans chaque demande par la CTV de changer les restrictions appliquées à Newsnet jusqu'à la décision finale de la CRTC, qui a largement supprimé les restrictions en 2005. Toutefois, la SRC n'est pas la seule à utiliser cette pratique, car il est fréquent pour les diffuseurs d'intervenir contre un autre à propos de décisions concernant les licences. Le marché canadien est relativement petit et certains diffuseurs pensent ne pas pouvoir soutenir l'approche néo-libérale américaine. Ils affirment qu'il est mieux de favoriser certains diffuseurs dans certaines zones, pour qu'au moins une chaîne canadienne soit capable de prospérer.
D'autres allégations de favoritisme se sont concentrées sur l'attribution de fréquences radios. Toutefois, toutes les demandes de Radio-Canada ne sont pas satisfaites. Ainsi la société publique a demandé l'attribution d'une fréquence à Montréal pour créer un troisième réseau francophone, ce qui fut rejeté au profit d'un diffuseur privé. Nombre de groupes recevant des décisions favorables de la CRTC ont été accusés d'avoir bénéficié d'un traitement de faveur de la part de cet organisme.

## Ombudsman de Radio-Canada

### Histoire de l'ombudsman dans les institutions au Canada
Développé en Suède au début du 19e siècle, ce n’est qu’en 1950 que le quotidien Toronto Star instaure le premier mécanisme de l’ombudsman au Canada, avec le Star Bureau of Accuracy, en s’inspirant des systèmes déjà en place au sein des grands journaux américains (The Washington Post, The Boston Globe, etc.). Les discussions sur l’implantation d’un ombudsman prennent place dans le milieu politique durant les années 1970. Le gouvernement de Pierre Elliott Trudeau forme un comité qui a pour but d’étudier l’instauration d’un ombudsman au sein de la fonction fédérale canadienne. Le rapport qui en découlera met la table pour la Loi sur l’Ombudsman, proposée en 1978. Le contexte socio-économique, dû au deuxième choc pétrolier de 1979, met systématiquement un frein à cette législation. Depuis, différentes institutions gouvernementales, telles que l’Agence du revenu du Canada et le ministère de la Défense nationale,  ont inséré le poste d’Ombudsman dans leur système de fonctionnement . En 1991, le Conseil d’administration de CBC/Radio-Canada instaure ce mécanisme d’autorégulation. Les services francophones (Radio-Canada) et anglophones (CBC) ont chacun leur ombudsman.

### Entrée en service à la SRC
Depuis 1991, le public auditoire des différentes plateformes du service français de Radio-Canada peut avoir recours à un ombudsman. Il s’agit d’un médiateur entre la société d’État et son public qui agit lorsque ce dernier, ayant déposé une plainte en ce qui concerne le contenu d’information de la chaîne, juge insatisfaisantes les explications de celle-ci. Cet organe indépendant a pour but définitif d’assurer un maintien des Normes et pratiques journalistiques (NPJ) de la société d’État, c’est-à-dire les régulations encadrant le mandat journalistique de Radio-Canada à titre de diffuseur public d’information.

### Mandat de l'ombudsman et fonctionnement
Le rôle de l’ombudsman est de réguler les contenus d’information et d’actualités diffusés sur l’ensemble des plateformes de Radio-Canada. En tant que médiateur, il relève de son devoir d’assurer une imputabilité et une responsabilisation à l’égard du contenu d’information transmis au public.
En vertu des Normes et pratiques journalistiques de Radio-Canada, le diffuseur public et ses représentants sont mandatés afin de les respecter intégralement pour l’ensemble du contenu d’information qu’il diffuse sur ses plateformes. De ce fait, toute personne relevant un potentiel manquement aux NPJ par le biais d’un document, un reportage ou un propos émis par un ou des journalistes de la SRC a le droit de leur demander des explications. Ils ont alors la responsabilité de répondre à la personne plaignante afin d’émettre des justifications à l’égard du contenu journalistique qu’il diffuse sur ses plateformes. Si le plaignant juge insatisfaisante la réponse du diffuseur public ou que celui-ci n’a pas reçu d’explications dans un délai raisonnable, il a le droit de se tourner vers l’ombudsman de Radio-Canada. Agissant à titre de médiateur, son rôle est alors d’évaluer la demande de la personne plaignante et la réponse émise par le diffuseur public. Par l’entremise d’une enquête interne, l’ombudsman évalue chaque cas qui lui est soumis en déterminant si la démarche journalistique ne concorde ou pas aux Normes et pratiques journalistiques de Radio-Canada (NPJ). À la fin du processus, l’ombudsman se prononcera par l’entremise d’une « révision », pour voir si l’objet de la plainte constitue un manquement aux NPJ.

### L'ombudsman dans la sphère publique
En tant que médiateur, l’ombudsman doit d’assurer que le principe de transparence dans la démarche journalistique et de rigueur sont garantis par la Société Radio-Canada et ses journalistes.
Annuellement, l’ombudsman a la responsabilité de publier un rapport visant à mettre en perspective l’ensemble des plaintes reçues du public. Il atteste des principales préoccupations de l’auditoire, avant de soumettre des recommandations à l’endroit du bureau de l’information de Radio-Canada afin que ce dernier maintienne un standard journalistique rigoureux et de bonne qualité. L’ombudsman assure également un maintien du principe de pluralisme des voix. La définition inscrite dans ses Normes et pratiques journalistiques requiert au diffuseur de « maintenir dans les émissions d’information un juste équilibre entre les besoins nationaux, régionaux et locaux; on ne doit pas accorder un poids indu aux points de vue d’une région particulière du pays.»
L’ensemble de ses verdicts et recommandations est transmis au Bureau de l’information de la SRC, aux personnes concernées (partie plaignante et partie alléguée), puis finalement au grand public. L’entièreté des déclarations de l’ombudsman est accessible en ligne, sur le site administratif de la société d’État. De ce fait, il arrive que certaines décisions prises par l’ombudsman soulèvent des débats dans l’opinion publique.

### Exemple de plainte médiée par l'ombudsman
Certaines décisions rendues par l'ombudsman peuvent parfois faire l'objet d'une controverse et susciter un débat sur la place publique.

#### Infoman à la bande de Gaza
Le 11 septembre 2014, l’animateur Jean-René Dufort s’est rendu dans la bande de Gaza, au Proche-Orient, dans le cadre d’un reportage pour l’émission satirique Infoman. Un membre du public a porté plainte à Radio-Canada adressant que Dufort a interviewé un soi-disant « expert » de la Bande de Gaza, le professeur Rachid Antonius, qui avait une opinion bien tranchée sur le conflit israélo-palestinien. Selon le plaignant, cela le rendait donc inapte à se prononcer sur le sujet du reportage en question. Dans sa réponse, Radio-Canada conçoit Infoman comme une émission de divertissement et non d’information, ce qu’elle « n'est pas tenue d'appliquer les mesures adoptées par le service de l'Information. » La plainte s’est rendue jusqu’à l’ombudsman, étant donné qu'elle a jugé insuffisante la réponse de la SRC. Pierre Tourangeau, ombudsman de Radio-Canada, considère que le contenu proposé par Jean-René Dufort relevait davantage de l’information que du divertissement. De plus, Tourangeau souligne que la présence du professeur Antonius constitue une infraction aux principes d’impartialité et d’équilibre des points de vue statués par les NPJ.
Le 4 novembre 2014, l’émission Infoman et son animateur reçoivent un blâme de l’ombudsman. Cette décision a polarisé le débat sur les émissions satiriques telles que Infoman, dont la pierre angulaire est de savoir si un contenu de divertissement sur un sujet sensible d’actualité doit se plier à des normes journalistiques. À propos du verdict, Jean-René Dufort estime qu’« À Infoman, il n’y a pas de sujet tabou, et ça va continuer. « C’est une émission de satire, d’opinion, d’éditorial qu’on fait.»

## Sous-titres
La télévision publique est un leader de longue date du sous-titrage des programmes pour les sourds et les malentendants : CBC Television le fait depuis 1981. Les émissions sous-titrées commencent avec la diffusion de l'image d'un clown blanc dans les versions francophones et anglophones de la télévision.
En 1997, Henry Vlug, un juriste sourd de Vancouver, a déposé plainte auprès de la Commission canadienne des droits de la personne car, selon lui, l'absence de sous-titres dans certains programmes de CBC Television et de Newsworld enfreignaient ses droits en tant que personne ayant un handicap. Une décision de 2000 du Tribunal canadien des droits de la personne s'est montrée favorable à Vlug et a considéré que l'absence de sous-titrage constituait une discrimination à l'égard des personnes handicapées. Radio-Canada a accepté de sous-titrer tous les programmes de CBC Television et de Newsworld à partir du 1er novembre 2002. Actuellement[Quand ?], CBC Television et Newsworld sont les seules chaînes de télévision au monde dont on ait exigé de sous-titrer toutes leurs émissions. Toutefois, Radio-Canada ne sous-titre pas toute sa grille.
En 2004, l'ancien sénateur Jean-Robert Gauthier, une personne malentendante, dépose une plainte contre le service francophone de Radio-Canada auprès de la commission des Droits de la Personne au sujet du sous-titrage et notamment de l'absence de sous-titrage en temps réel de programmes en direct. Radio-Canada a alors accepté de soumettre un rapport sur l'état du sous-titrage, notamment en direct, concernant les chaînes francophones de Radio-Canada et du Réseau de l'Information. Ce rapport, sujet de certaines critiques, a proposé un arrangement avec la Cité Collégiale, un collège d'Ottawa, pour former plus de personnes pour faire du sous-titrage,
Les réseaux anglophones possédés ou copossédés par Radio-Canada, comprenant Country Canada et Documentary ont la plus faible exigence en la matière, ce qui est typique des grands diffuseurs canadiens,. ICI ARTV, la chaîne thématique francophone, copropriété de Radio-Canada a la plus forte exigence.

## Accusations de propagande et de parti pris
Le fait d'être une société d'État ne met pas la Société Radio-Canada à l'abri des critiques soupçons de partialité. Au sein des médias privés, on l'accuse parfois de véhiculer un message élitiste et de gauche. Cette critique fut, entre autres, portée par Jeff Fillion, animateur d'extrême droite de la station de radio CHOI FM dans la région de Québec. Ce dernier déplorait une trop grande notoriété de la « clique du Plateau Mont-Royal », que certains iront jusqu'à qualifier de « mafia culturelle montréalaise ».[réf. nécessaire]
Dans les milieux intellectuels et dans les médias de gauche, certains accusent la SRC de servir par la propagande les fins politiques du parti au pouvoir à Ottawa. Lors des précédentes décennies, on disait de Radio-Canada qu'elle favorisait le camp fédéraliste et le Parti libéral du Canada. Les scandales entourant le congédiement du journaliste Normand Lester en 2001 et celle de l'éditorialiste François Parenteau en 2005 n'ont pas manqué de faire pleuvoir les critiques et les accusations de partialité sur la société d'État.[réf. nécessaire]
Pour sa part, l'ex-journaliste, ex-politicien et essayiste Jean-François Lisée estime en 2019 que les chroniqueurs de Radio-Canada « sont, de façon prédominante (avec des exceptions), plus porteurs de multiculturalisme et relayeurs de rectitude ».
La SRC est parfois accusée de bénéficier d'avantages inéquitables au sein du marché, car elle entre en compétition avec les sociétés privées dans le marché publicitaire alors qu'elle perçoit des financements d'État. Des groupes de réflexion comme l'Institut Fraser ont souvent critiqué cet arrangement et affirmé qu'il en résultait un journalisme favorisant le parti politique qui allouerait le plus de fonds à Radio-Canada.[réf. nécessaire]
Plusieurs membres du parti de l'Alliance canadienne se sont plaints du parti-pris de la SRC exercé à leur encontre durant l'élection fédérale canadienne de 2000. Un site internet, CBC Watch, est consacré à la critique du diffuseur public. Des organisations se montrent critiques envers Radio-Canada. L'organisation Friends of Canadian Broadcasting est souvent critique envers le diffuseur public, mais porte rarement des accusations de parti-pris.[réf. nécessaire]

## Surnoms
En français, les réseaux du service public seront souvent appelés par le diminutif « Radio-Can ». Parce qu'elle est le plus ancien diffuseur canadien et le plus grand en termes de disponibilité sur le territoire grâce à ses réseaux, le surnom « Mother Corp » lui est parfois attribué.
Radio-Canada est parfois appelé « Radio-Cadenas », par exemple, par Pierre Falardeau, qui a emprunté le terme à un poème de Gérald Godin intitulé « Énumération ».
Nombre de personnes, ce qui comprend le candidat du Parti conservateur, Joe Spina, l'ont appelé « Communist Broadcasting Corporation » (Société de diffusion communiste), en raison d'un supposé parti-pris de gauche de la société. D'autres l'appellent « Corporate Broadcasting Corporation », à cause d'un supposé parti-pris en faveur du marché libre.
Radio-Canada fut aussi appelée « BBC Canada » en 2005, durant la grève, car la société publique diffusait alors des programmes du diffuseur britannique au lieu des programmes normaux.

## Partenariats et collaborations
CBC/Radio-Canada établit des partenariats stratégiques avec des entreprises et institutions afin d'élargir la diffusion de ses contenus et d'adapter son offre aux nouvelles habitudes de consommation médiatique. Ces collaborations permettent d'améliorer l'accessibilité de l'information et du divertissement, tout en consolidant la position du diffuseur public sur le marché des médias numériques et traditionnels.

### Partenariat avec Air Canada
En 2024, CBC/Radio-Canada a conclu un accord avec Air Canada pour intégrer du contenu d'information dans les systèmes de divertissement à bord des vols de la compagnie aérienne. Grâce à cette entente, les passagers peuvent accéder en continu aux chaînes d'information CBC News Network et ICI RDI, leur permettant de suivre l'actualité nationale et internationale pendant leurs déplacements. Ce partenariat s'inscrit dans une volonté d'adaptation aux nouvelles technologies et de diversification des modes de diffusion des contenus journalistiques de Radio-Canada.

## Conflits sociaux
Au cours de l'été 1981, il y eut une interruption importante des programmes de la SRC à cause d'une grève. Les informations locales furent réduites au strict minimum.
Le 15 août 2005, 5 500 employés de la SRC, soit 90 % des effectifs, ont été mis en lock-out au sujet des pratiques d'embauche. À la suite de cet événement, la compagnie s'est mise à embaucher de préférence pour des emplois à plein temps. Les employés mis en lock-out étaient membres de la Canadian Media Guild (en), qui représente le personnel de production et les journalistes situés hors du Québec et de Moncton (Nouveau-Brunswick). Les programmes, perturbés pendant le conflit, ont repris normalement le 2 octobre 2005.
La SRC a connu plusieurs autres conflits durant la fin des années 1990 :
- À la fin de 1999, les techniciens de la SRC situés hors du Québec et de Moncton, membres de la Communications, Energy and Paperworkers Union of Canada[150] entrent en grève. Les membres de Canadian Media Guild débraient également, mais la SRC parvient à une entente avec les deux syndicats[151].
- Un conflit similaire impliquant tous les techniciens hors Québec et Moncton a eu lieu à la fin de l'année 2001[152].
- Durant le printemps 2002 les équipes du Québec et de Moncton (réseaux francophone et anglophone) ont été mises en lock-out pour une période de huit semaines après une grève de 24 heures[153].

Alors que tous les conflits ont donné lieu à l'interruption des programmes et à des rediffusions, le lock-out de 2005 a causé le plus de dommages à la Radio-Canada. Tous les programmes locaux des régions affectées ont été annulés et remplacés par des journaux abrégés et des matinales à la radio. BBC World News (télévision), BBC World Service (radio) et Broadcast News ont fourni des nouvelles. Certaines équipes de la BBC ont protesté contre l'utilisation de leur travail par la SRC durant le conflit social.

### Syndicats
Les syndicats présents à Radio-Canada sont les suivants :
- Canadian Media Guild[154] représente les animateurs, la production, les techniciens, les administratifs et soutient les équipes hors Québec et Moncton.
- Association of Professionals and Supervisors[155]
- American Federation of Musicians of the United States and Canada[156]
- Alliance of Canadian Cinema, Television and Radio Artists[157]
- International Alliance of Theatrical, Stage Employees and Moving Picture Machine Operators of the United States and Canada[158]
- Writers Guild of Canada[159]
- Association des réalisateurs[160]
- Syndicat des communications de Radio-Canada[161]
- Société des auteurs de la radio, de la télévision et du cinéma[162]
- Syndicat Canadien de la fonction publique, Conseil des sections locales, Groupe des employé(e)s de bureau et professionnel(les)[163]
- Société professionnelle des auteurs-compositeurs du Québec[164]
- Syndicat des technicien(ne)s et des artisan(e)s du réseau français[165]
- Union des artistes[166]

## Galerie

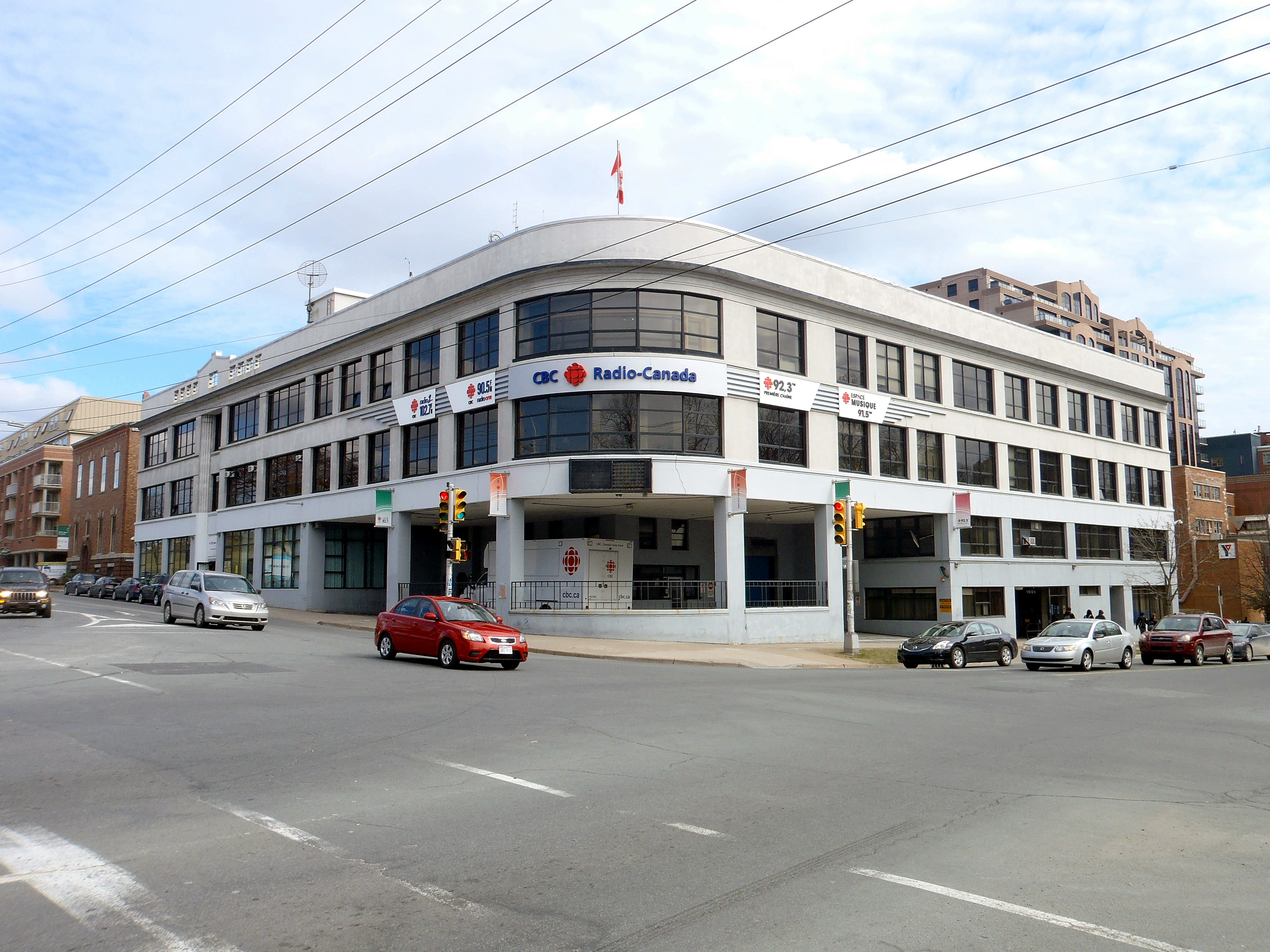
Bureaux d'Halifax
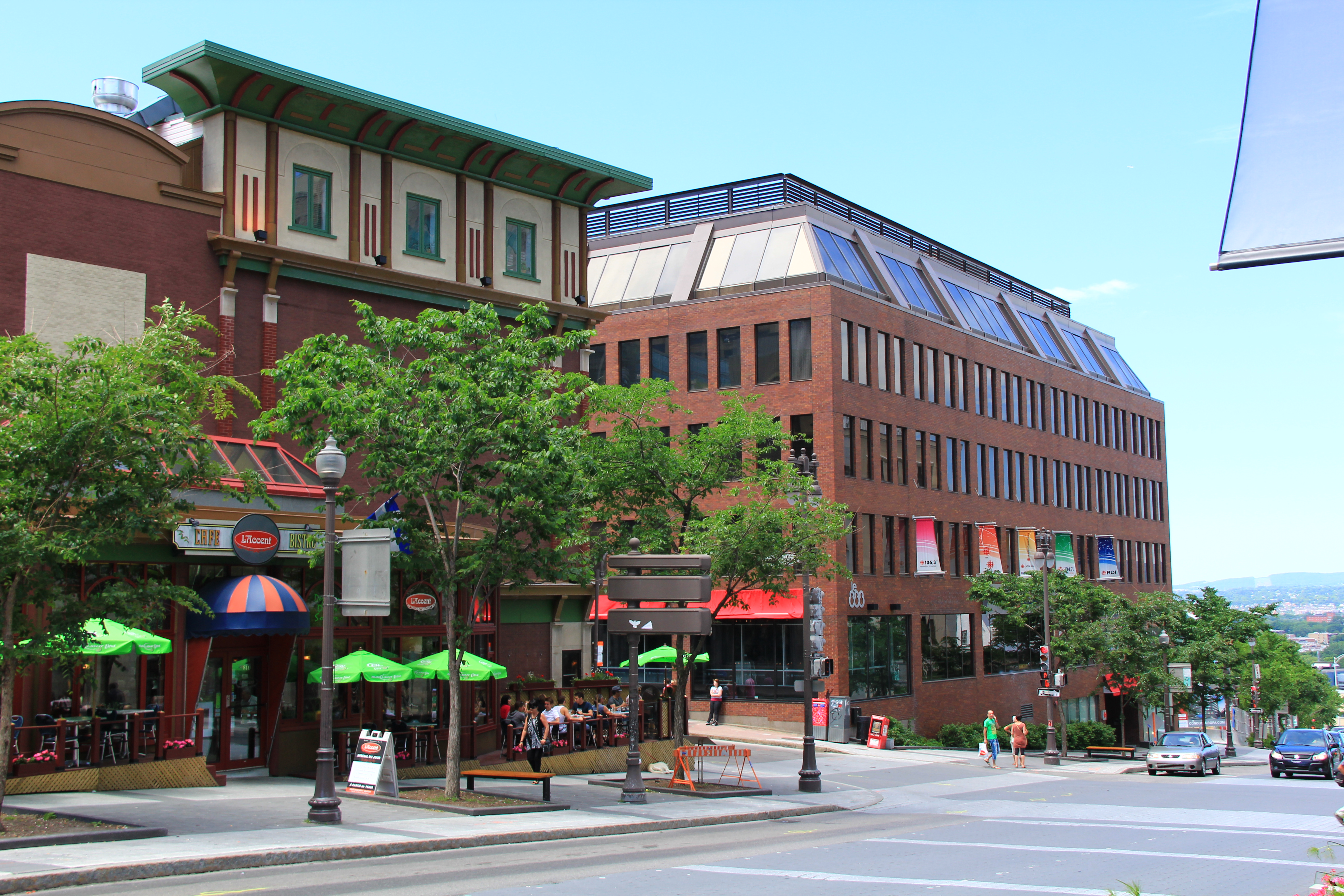
À Québec
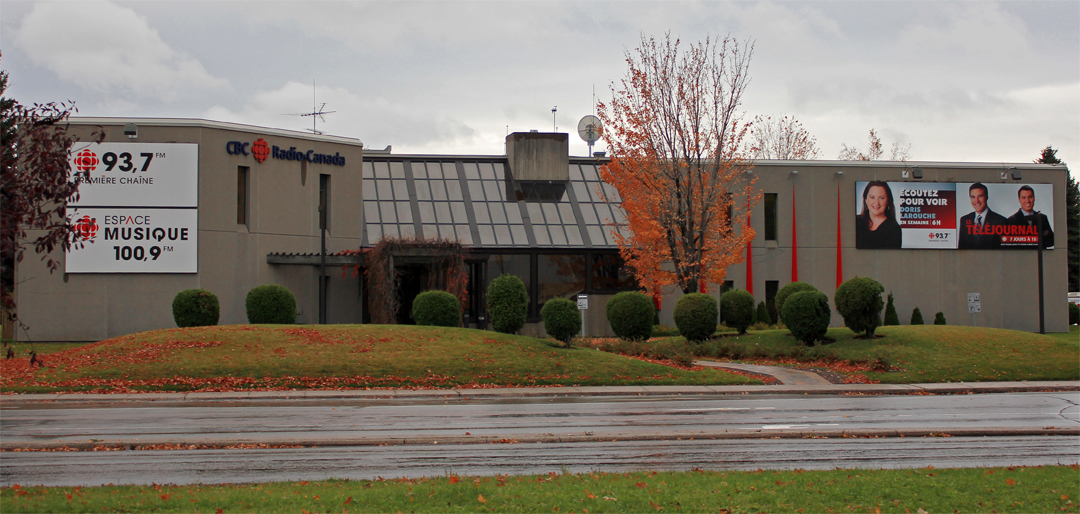
Saguenay
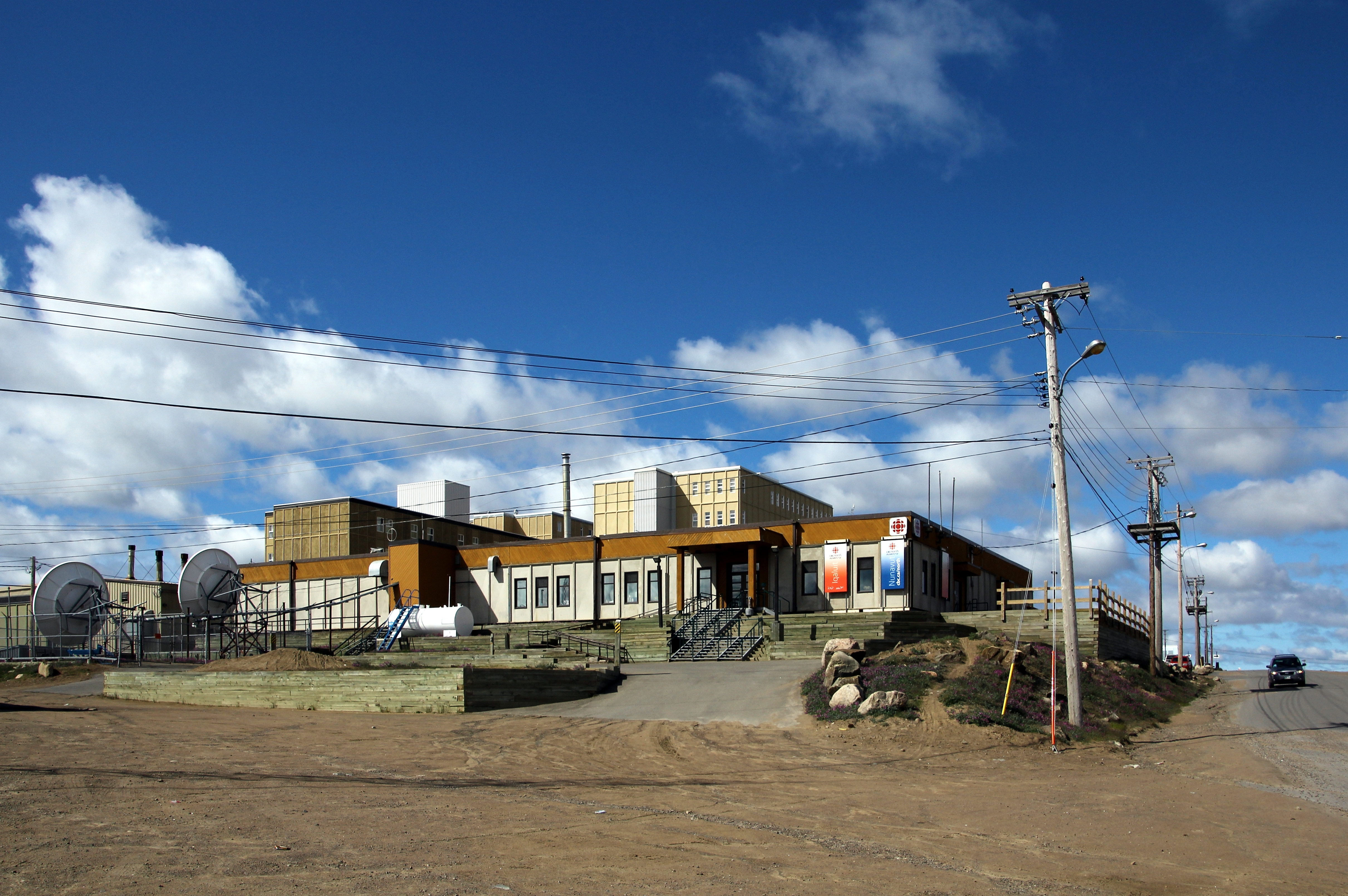
Iqaluit, Nunavut
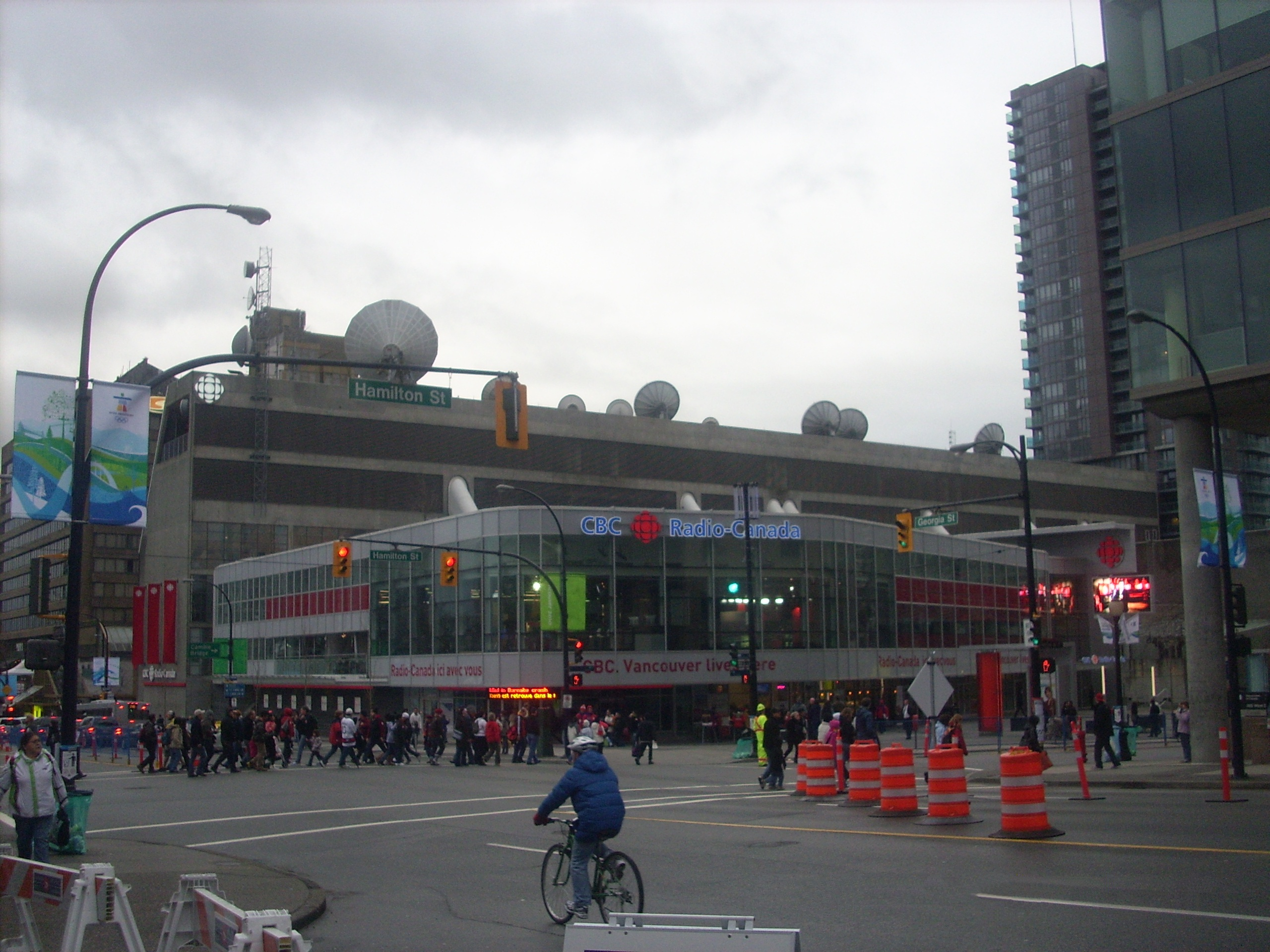
Vancouver
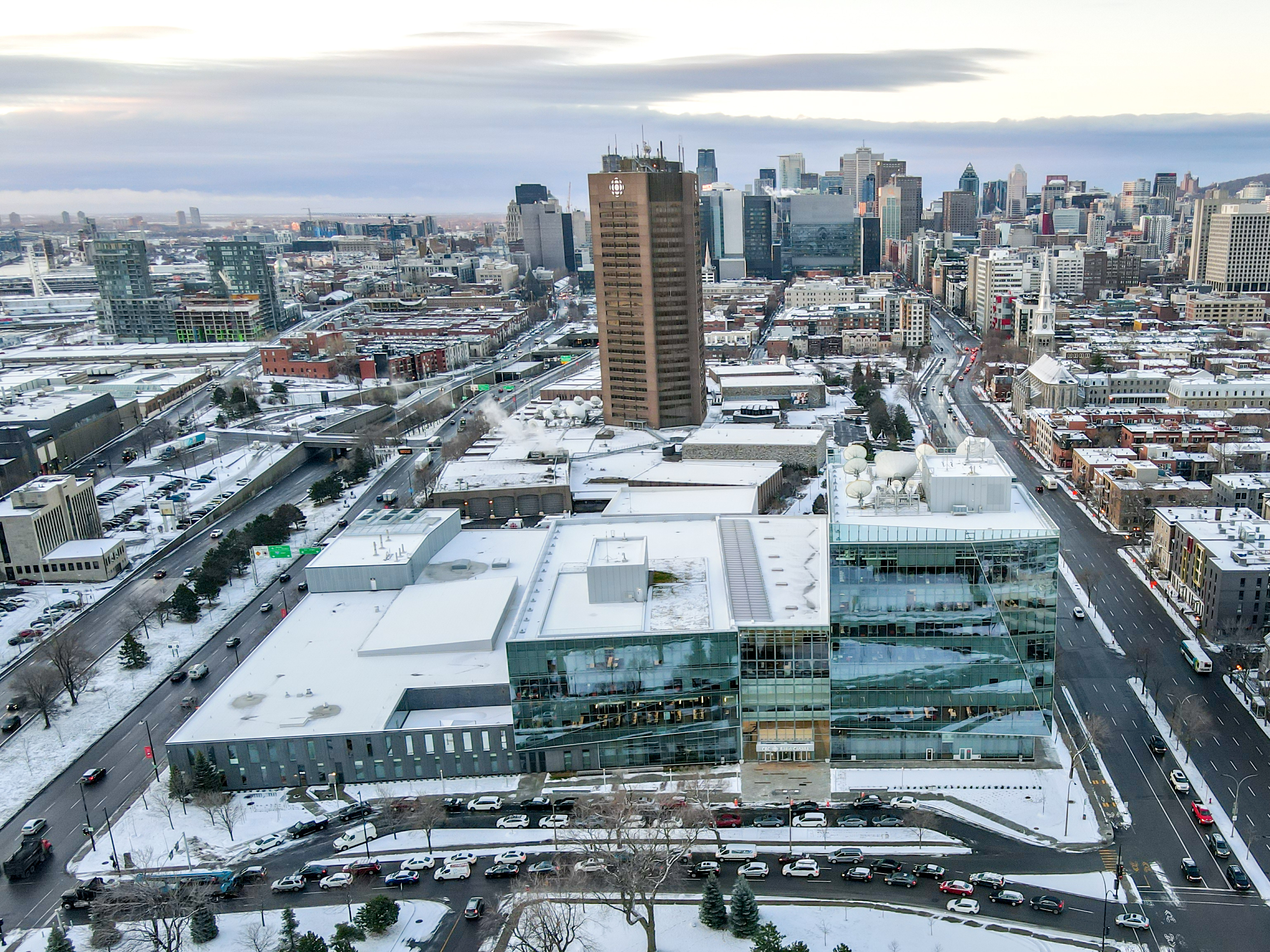
L'ancienne tour et le nouvel immeuble de Radio-Canada, Montréal

## Direction

### Présidence
- 1936–1939 : Leonard Brockington
- 1940–1944 : René Morin
- 1944–1945 : Howard B. Chase
- 1945–1958 : A. Davidson Dunton
- 1958–1967 : J. Alphonse Ouimet
- 1968–1972 : George F. Davidson
- 1972–1975 : Laurent A. Picard
- 1975–1982 : A.W. Johnson
- 1982–1989 : Pierre Juneau
- 1989 : William T. Armstrong
- 1989–1994 : Gérard Veilleux
- 1994–1995 : Anthony S. Manera
- 1995–1999 : Perrin Beatty
- 1999–2007 : Robert Rabinovitch
- 2007–2018 : Hubert Lacroix
- 3 juillet 2018 au 2 janvier 2025 : Catherine Tait[167],[168]
- Depuis le 3 janvier 2025 : Marie-Philippe Bouchard[169]

### Services français

#### Direction générale de l'information
- Marc Thibault : 1968 – 14 septembre 1981[170]
- Pierre O'Neil : 14 septembre 1981 – novembre 1991[170],[171]
- Claude Saint-Laurent : 13 décembre 1991 – 1er octobre 2003[171],[172]
- Pierre Jomphe (par intérim) : 1er octobre 2003[172] – date non connue
- Alain Saulnier : juin 2006 – 16 mars 2012[173]
- Michel Cormier : 10 avril 2012 – 31 juillet 2018[174],[175]
- Luce Julien : depuis le 31 juillet 2018[175]

#### Direction des affaires publiques
- Jean Pelletier : 2003 – mai 2018[176]

## Personnalités
- Wilfrid Morin
- Nellie McClung, de 1936 à 1942
- Dan Aykroyd, Coming Up Rosie, en tant que Purvis Bickle
- Rosemary Barton en tant que recherchiste et hôte de Power & Politics
- Henri Bergeron, animateur de radio et de télévision ayant présenté, entre autres Les beaux dimanches (1966-1983)
- Denise Bombardier, ayant présenté, entre autres Présent international, Le point, Noir sur blanc (1979-1983) et Trait-d'union (1987-1988)
- Jocelyne Blouin, première femme diplômée en météorologie à présenter les bulletins météo à la SRC
- Bill Cameron, correspondant et présentateur.
- John Candy, Coming Up Rosie, dans le rôle de Wally Wypyzypywchuk
- Adrienne Clarkson – ancienne Gouverneur général du Canada, a présenté Take 30 et the fifth estate.
- Myra Cree, première animatrice autochtone à la télévision et à la radio de Radio-Canada.
- Joan Donaldson – ancien journaliste et présentateur de CBC News Network
- Dave Foley, The Kids in the Hall, de 1989 à 1994
- Michael J. Fox, dans les séries The Master, et The Magic Lie en 1978
- Barbara Frum, dans As It Happens (1971-1981) et The Journal (1982-1992)
- Lorne Greene, présentateur (1939-1942), a couvert une grande partie de la Seconde Guerre mondiale.
- Jay Ingram dans Quirks and Quarks de 1979 à 1992
- Judith Jasmin a commencé à travailler pour Radio-Canada à la fin des années 1950, a coprésentée Carrefour avec René Lévesque à Radio-Canada/Radio, ainsi que Reportage et Conférence de presse, elle est devenue la première femme correspondant à l'étranger de Radio-Canada, aux Nations unies (1966) puis à Washington.
- Michaëlle Jean, Gouverneur général du Canada. A présenté, entre autres, la série documentaire The Passionate Eye et Grands Reportages.
- Peter Jennings – A neuf ans, il a présenté un programme pour enfants nommé Peter's People sur CBC Radio à Ottawa[177]
- Kristin Kreuk, Laurel Yeung, dans une série pour adolescents, Edgemont, 2001
- René Lecavalier, correspondant de guerre (Seconde Guerre mondiale), puis a présenté La Soirée du hockey du 11 octobre 1952 (début de l'émission) à 1985.
- René Lévesque, journaliste pour Radio-Canada de la fin de la Seconde Guerre mondiale à 1960, il a couvert la Guerre de Corée et présenté Point de mire. Il démissionne, et devient ministre des ressources naturelles dans le gouvernement de Jean Lesage au Québec en 1960, puis premier ministre du Québec aux élections de novembre 1976.
- Mark McKinney, The Kids in the Hall, 1989-1994.
- Pierre Mercure, réalisateur du premier opéra mis en scène pour la vidéo et destiné entièrement pour la télévision.
- Lorne Michaels, The Hart and Lorne Terrific Hour (1970-1971)
- Anne Murray, DANS Singalong Jubilee, au cours des années 1960.
- Mike Myers, Range Ryder and the Calgary Kid, 1977, et un rôle dans King of Kensington
- Knowlton Nash, a présenté plusieurs émissions pour Radio-Canada.
- Catherine O'Hara, Coming Up Rosie, en tant que Myrna Wallbacker
- Christopher Plummer a joué dans une production de CBC TV, Othello en 1953[178].
- Lloyd Robertson a présenté CBC Weekend en 1969 puis The National de 1970 à 1976.
- Fred Rogers, son émission Misterogers (1962) sur CBC est devenue Mister Rogers' Neighborhood sur NET (qui deviendra plus tard PBS) en 1968.
- Percy Saltzman, présentateur météo ; la première personne à apparaître sur CBC Television de Toronto en 1952
- Jeanne Sauvé, ancien Gouverneur général du Canada, elle fut journaliste indépendante pour CBC Radio à partir de 1952.
- Lorne Saxberg, présentateur d'origine de CBC Newsworld.
- Martin Short, dans un épisode de Peep Show, Goldberg is Waiting.
- Cy Strange, présentateur de As It Happens et de Fresh Air durant plusieurs décennies.
- Donald Sutherland commence à 14 ans pour CBC Radio à Halifax.
- Jan Tennant, la première femme à présenter The National.
- Scott Thompson, The Kids in the Hall, de 1989 à 1994
- Alex Trebek, Reach for the Top comme coprésentateur, Strategy comme présentateur, 1969.
- Pamela Wallin, productrice pour CBC Radio. Plus tard, elle présente Prime Time News et Pamela Wallin Live sur CBC TV.
- Bernard Derome, journaliste québécois qui a couvert tant les élections provincial que fédéral. A été chef d'antenne pendant environ 40 ans.

## Émissions
(Liste non exhaustive)
- Tout le monde en parle, Talk-show diffusé depuis 2004. Animation : Guy A. Lepage et Dany Turcotte.
- Le Téléjournal (animé par Céline Galipeau et Pascale Nadeau depuis janvier 2009)
- Bye Bye, diffusée le 31 décembre de chaque année. Émission relatant les moments marquants de l'année qui se termine par des sketchs humoristiques.
- Amour, haine et propagande ; animée par Catherine Mercier, cette série documentaire présente les conflits du XXe siècle sous l'angle de l'information et de la propagande de guerre.
- Quelle Famille, téléroman de Jeanette Bertrand diffusé dans les années 1970.
- La Petite Vie, télésérie diffusée dans les années 1990.
- Les Bougon, c'est aussi ça la vie!, créée par François Avard et diffusée entre 2004 et 2006.
- Découverte (animée par Charles Tisseyre)
- La Semaine verte (animée par Catherine Mercier)
- Les enfants de la télé (animée par Édith Cochrane et André Robitaille)
- 1-888-Oiseaux (magazine télévisuel portant sur l'ornithologie)
- Fred et cie, un magazine culturel animé par deux marionnettes.

Plusieurs séries d'une saison ont été diffusées sur le réseau francophone.